# 丸井
株式会社丸井（まるい、英: MARUI CO., LTD.）は、本社を東京都中野区に置き、首都圏を中心に百貨店やファッションビル業態の商業施設を展開する日本の企業である。店舗ブランドの「マルイ」は「OIOI」または「0101」とも表記される。日本チェーンストア協会会員（通常会員）。
日本百貨店協会には加盟していない。また、北海道にある百貨店の丸井今井とは一切関係ない。
2007年（平成19年）10月1日、小売事業、クレジットカード事業、小売関連サービス事業からなる持株会社制へ移行し、（旧）株式会社丸井が「株式会社丸井グループ」に商号変更、同時に新たな小売事業会社として（新）「株式会社丸井」を設立した。

## 概要

中野マルイ（2012年9月撮影）

新宿や渋谷といった東京都心部のターミナル駅至近を中心に店舗を展開する。店舗形態は、丸井（マルイ）、マルイシティ、マルイファミリー、モディなどがある（後述）。
本社は創業地である東京都中野区中野に所在する。中野駅北口に本社ビルがあり、南口にグループ各社、マルイグループユニオン、マルイグループ福祉会、丸井健保組合などがある。
社名・店名の由来は、1931年に富山県出身の創業者・青井忠治が月賦商の「丸二商会」から暖簾分けして新しい店を構え、店名を「丸井」としたものだという。当時は「丸」に自分の名前や姓を加えると繁盛するというジンクスがあった。
家具の割賦販売をルーツに持ち、戦後は月賦百貨店として「500円で5,000円のお買い物!」の宣伝文句の下に家具や家電といった耐久消費財の割賦販売により事業を拡大。日本で初めて「クレジット」という名称を使用した「クレジット・カード」を1960年1月に発行した（現在のエポスカード）。1981年2月には「丸井のキャッシング」という名称を使用した「消費者金融事業」も開始した。「赤いカードの丸井」「丸井はみんな駅のそば」といったキャッチコピーのテレビCMを盛んに流し、駅前一等地に次々と出店することでブランド認知度を高めた。
1972年頃より若年層をターゲットにしたアパレル・ファッション中心の小売業態に転換し、ファッションビル形態（ショッピングセンターの一種）の店舗を展開。1980年代のDCブランドブームを牽引した。競合関係にあるルミネやパルコと類似した売場構成となっている。小売事業ではファッションとインテリアを軸として、家具・雑貨・メガネ・宝石など、多くの商品を自前主義で展開してきた。小売事業には、食品やレストラン、通信販売、Eコマース事業も含まれる。若者をターゲットにした事業展開を行い、首都圏では若年層に大きなシェアを獲得した。
ファッションのイメージが強い丸井であるが、経営上は同等あるいはそれ以上に金融業（クレジットカード事業など）を重視している。元々月賦百貨店のため割賦販売のノウハウを蓄積し、小売と金融を一体とした事業を長く行っている。店舗においては自社クレジットカードによる分割払いを勧め、単に衣服を売る利益でなく、分割手数料を得ることができ、さらにカード会員によるキャッシングなどの融資事業からも収益を上げている。これにより流行や気候に左右されるアパレル販売だけでなく、カード・金融事業から安定した利益を稼ぎ出すことに成功している。持株会社化に伴いグループのクレジットカード事業は「株式会社エポスカード」として分社化され、現在の株式会社丸井とは別法人となっている。

### 丸井は「百貨店」か
百貨店に似た店舗形態ではあるが、日本百貨店協会会員でないことや、自らも明確に百貨店という表現を用いていないことなどから、百貨店とはみなされない場合が多い。
丸井の会社概要では、事業内容を「小売・店舗事業、通信販売事業、専門店事業」としており、百貨店事業とする他の百貨店とは異なる。また、Yahoo! JAPANの「Yahoo!カテゴリ」では、小売業のデパートではなく不動産業のファッションビル（ショッピングセンター）としてカテゴリ分けされていた。
一方で、日経流通新聞MJは「日本の百貨店調査」の中で、丸井について注目企業として記事を組んだこともある。また、「一つの事業者が複数の分野にわたる多種類の商品を一つの店舗で扱う大規模な小売店舗で、セルフサービス方式の売り場が50%以下のもの」に適合し経済産業省の商業統計調査における百貨店の定義に当てはまる（パルコなどの他のファッションビルも当てはまる）。

## 年表

### 創業 - 終戦まで
- 1931年（昭和6年）：青井忠治が「丸二商会」からのれん分けで独立・創業。家具の割賦販売を行う。
- 1935年（昭和10年）：商号を「丸井」に変更。これに合わせ「井」の字を○で囲んだマークが制定された[6]。
- 1937年（昭和12年）3月30日：資本金5万円で株式会社丸井を設立[11]。
- 1941年（昭和16年）：重要産業団体令施行により、戦時商業統制の対象となり全店閉鎖。

### 終戦 - 1950年代
- 1946年（昭和21年）：重要産業団体令廃止、創業者が丸井の店舗を復活させる。
- 1948年（昭和23年）
  - 4月：丸井西荻窪店開店。
  - 9月：丸井新宿駅前店開店。
- 1949年（昭和24年）9月：丸井下北沢店（旧）開店。
- 1950年（昭和25年）7月：丸井新宿三光町店開店。
- 1951年（昭和26年）2月17日：丸井創業20周年。
- 1952年（昭和27年）
  - 7月：丸井池袋店（旧）開店、丸井立川店（立川南口店）開店。
- 1954年（昭和29年）5月24日：丸井中野店2階の床が崩落、26人が軽傷を負う。負傷者の多くは、家具売り場のテレビで白井義男対エスピノサ戦（ボクシングの世界タイトルマッチ）を観戦していたもの[12]。
- 1956年（昭和31年）11月：丸井高円寺店開店。
- 1957年（昭和32年）3月：丸井西小山店開店。
- 1958年（昭和33年）
  - 4月：丸井新宿西口店開店。
  - 10月：丸井渋谷店（旧）開店。
- 1959年（昭和34年）2月：丸井広告事業社設立。

### 1960年代
- 1960年（昭和35年）
  - 3月：丸井三鷹店開店。
  - 4月：丸井新井薬師店開店。
  - 10月：丸井吉祥寺店（旧）開店。
- 1963年（昭和38年）4月1日：東京証券取引所市場第2部上場[13]。
- 1960年（昭和35年）1月：日本で最初に「クレジットカード」という名称を使用したカードが登場[7]。
- 1961年（昭和36年）
  - 2月17日：丸井創業30周年。
  - 10月：丸井豊田店開店、丸井所沢店（旧）開店。
- 1962年（昭和37年）
  - 9月：丸井新宿駅前店閉店。
  - 9月28日：丸井新宿店開店。
  - 10月13日：丸井成増店開店。
- 1963年（昭和38年）
  - 2月：丸井吉祥寺北口店開店。
  - 6月：丸井荏原店開店。
  - 9月28日：丸井浦和店開店。
  - 10月：丸井玉電大橋店開店。
- 1964年（昭和39年）
  - 2月28日：丸井池袋西口店（旧）開店。
  - 5月1日：丸井柏店（旧）開店。
  - 7月：丸井新宿西口店閉店。
  - 9月23日：丸井千葉店開店。
- 1965年（昭和40年）
  - 7月15日：未明に丸井新宿三光町支店の2階家具売り場から出火。漏電が原因で90m2を焼く[14]。
  - 東京証券取引所市場第1部上場[7]。
- 1965年（昭和40年）
  - 2月26日：丸井横浜伊勢佐木町店開店。
- 1966年（昭和41年）
  - 1月：丸井吉祥寺北口店閉店。
  - 2月26日：丸井横須賀店（旧）開店。
  - 7月：丸井新井薬師店閉店。
  - 8月26日：丸井自由が丘店開店。
  - 9月25日：丸井沼津店開店。
- 1967年（昭和42年）
  - 3月3日：丸井土浦店開店。
  - 3月20日：丸井新宿三光町店が「丸井新宿家具電化センター」に店名変更して新開店。
  - 9月23日：丸井宇都宮店開店。
- 1968年（昭和43年）
  - 2月24日：丸井所沢店（新）、全館開店。
  - 3月23日：丸井小田原店開店。
  - 4月20日：丸井前橋店開店。
  - 7月：丸井西小山店閉店。
  - 8月25日：丸井下北沢店（新）、全館開店。
  - 9月21日：丸井蒲田店開店。
  - 12月：丸井西荻窪店閉店。
- 1969年（昭和44年）
  - 2月22日：丸井清水店開店。
  - 7月：丸井玉電大橋店閉店。
  - 8月23日：丸井厚木店開店。
  - 9月21日：丸井静岡店開店、丸井沼津店、全館開店。
  - 9月：丸井浦和店、全館開店。
  - 10月：丸井成増店、全館開店。
  - 12月：丸井荏原店閉店。

### 1970年代
- 1970年（昭和45年）
  - 1月：キャッチコピー「ファッションとインテリアの出逢う店」を使用開始。
  - 2月14日：丸井熊谷店開店。
  - 2月18日：丸井千葉店、全館開店。
  - 2月20日：丸井立川店（丸井立川ショッピングビル）開店。
  - 2月28日：丸井池袋東口店、丸井川越店（旧）開店。
  - 6月14日：丸井中野本店（丸井中野ショッピングビル）B館が開店。
  - 7月25日：丸井水戸店（丸井水戸ショッピングビル）開店。
  - 9月：キャッチコピー「さわるショッピング大賛成!」を使用開始。
  - 10月10日：丸井土浦店（丸井土浦ショッピングビル）全館新開店。
  - 12月：丸井立川南口店、丸井高円寺店、丸井三鷹店、丸井豊田店閉店。
- 1971年（昭和46年）
  - 1月：キャッチコピー「さわるShopping’71」というを使用開始。
  - 2月3日：丸井八王子店（丸井八王子ショッピングビル）開店。
  - 2月17日：丸井創業40周年。
  - 2月25日：丸井渋谷店（丸井渋谷ショッピングビル）（新）、全館開店。
- 1972年（昭和47年）
  - 1月：キャッチコピー「愛情はつらつ われら夫婦、クレジットエイジ。」を使用開始。
  - 5月27日：丸井中野本店（丸井中野ショッピングビル）、「ファッションのA館」「インテリアのB館」の2館体制で全館開店。A館屋上に「マルイ屋上公園」、A館6階・7階にボウリング場「マルイボウル」、A館5階にレストラン街「味の食堂街」、A館1階に「丸井海外旅行センター」、A館地階にスーパーマーケット「ピーコックストア」を同時開業。
  - 6月24日：丸井宇都宮店（丸井宇都宮ショッピングビル）、「ファッションの本館」「インテリアの新館」の2館体制で全館開店。
  - 8月26日：丸井川口店開店。
  - 9月2日：丸井自由が丘店、A館・B館の2館体制で全館開店。
  - 9月：「クレジットメンバーズ」制度を発足。それと同時に、クレジットカード「丸井クレジットメンバーズ」が登場。
- 1973年（昭和48年）：CI制定、「◯I◯Iキャンペーン」開始。新ロゴは丸ゴシック風で、電話機のダイヤルで0を回す時の指の動き（0から指止めまで）をイメージして"◯"の右下が途切れていた[6]。電話番号も"0101"になる。
- 1973年（昭和48年）
  - 1月：キャッチコピー「マルイはみんな駅のソバ 電話はみんなマルイ・マルイ」を使用開始。
  - 5月：丸井新宿家具家電センター（旧丸井新宿三光町店）閉店。
  - 8月25日：丸井川越店（新）、全館開店。
  - 9月29日：丸井柏店（新）、全館開店。
- 1974年（昭和49年）
  - 1月：キャッチコピー「円を大切に…クレジット。」を使用開始。
  - 5月25日：丸井ニュー新宿店開店。既存の丸井新宿店（のちの丸井ヤング新宿店）との2店体制になる。
  - 8月24日：丸井浜松店開店。
  - 10月25日：丸井船橋店開店。
  - 10月26日：丸井厚木店全館開店。
- 1975年（昭和50年）
  - 1月：キャッチコピー「マルイ・マルイの丸井です」を使用開始。
  - 2月15日：丸井清水店、全館開店。
  - 2月22日：丸井小田原店開店、「（新）駅前広場の新しいお店」、ヤングマルイ小田原「お城通りのファッションのお店」の2館が同時開店。
  - 5月24日：丸井横須賀店（新）、全館開店。
  - 8月：キャッチコピー「欲しいものをムリなく」を使用開始。
  - 9月：クレジットカード「赤いカード」（初代）が登場。既存の「丸井クレジットメンバーズ」も引き続き利用可能だった。
  - 11月8日：丸井郡山店開店。
- 1976年（昭和51年）
  - 1月：キャッチコピー「和気あいあい。」を使用開始。
  - 6月17日：丸井横須賀店開店、本館「ファッションとインテリアの店」、別館「電器とレジャーの店」の2館が同時開店。
  - 9月23日：丸井渋谷店「ファッション本館」「インテリア新館」の2館が同時開店。
- 1977年（昭和52年）
  - 1月：キャッチコピー「“和気あいあい”の丸井。77年のテーマ。もっと会おうよ。話そうよ。」を使用開始。
  - 1月31日：丸井池袋東口店閉店。
  - 2月25日：丸井ニュー池袋西口店開店。
  - 4月23日：丸井ニュー新宿店・丸井ヤング新宿店に加えて、丸井インテリア館（丸井ニュー新宿店の隣）が開店し、3店体制になる。
  - 6月：キャッチコピー「赤いカードで123（ワン、ツー、スリー。）」を使用開始、この頃より「丸井クレジットメンバーズ」から「赤いカード」（初代）への取り替えを開始。
- 1978年（昭和53年）
  - 1月：キャッチコピー「いま多感期 丸井は赤いカードでクレジット。」を使用開始。
  - 2月23日：丸井津田沼店開店。
  - 8月26日：丸井所沢店全館開店。
  - 9月21日：丸井ニュー吉祥寺店開店。
- 1979年（昭和54年）
  - 1月：キャッチコピー「ひとりよりふたり。」を使用開始。
  - 9月20日：丸井藤沢店開店。

### 1980年代 - 1990年代
- 1980年（昭和55年）
  - 1月：キャッチコピー「好きだから、あげる。」を使用開始。
  - 5月22日：丸井横浜店「馬車道館」が開店。
  - 9月20日：丸井町田店開店。
- 1981年（昭和56年）
  - 1月：キャッチコピー「人生◯I◯I（マルイ・マルイ）」を使用開始。
  - 2月に「丸井のキャッシング」の名称で消費者金融事業を開始[7]。
  - 2月17日：丸井創業50周年。
  - 9月22日：丸井横浜店「馬車道ファッション館」「伊勢佐木インテリア館」の2館が同時開店。
- 1982年（昭和57年）
  - 1月：キャッチコピー「したいこと、いっぱい。赤いカード。もらって、うれしい。赤いカード。」を使用開始。
  - 2月：丸井下北沢店が「丸井新宿店下北沢館」に店名変更。
  - 9月28日：丸井大宮店開店。
  - 12月：丸井新宿店下北沢館（旧丸井下北沢店）閉店。
- 1983年（昭和58年）
  - 1月：キャッチコピー「好きで、いっしょで。」を使用開始。
  - 2月25日：丸井所沢店、「ファッション館」「インテリア・スポーツ館」の2館体制で全館開店。
  - 6月：丸井成増店閉店。
  - 9月2日：丸井錦糸町店開店。
- 1984年（昭和59年）
  - 1月：キャッチコピー「（わ）をかけて 今年もあれこれ。赤いカード。」を使用開始。
  - 3月：丸井新宿店、「ヤング館」「テクノ館」「スポーツ館」「インテリア館」「ファッション館」の5館体制になる。
- 1985年（昭和60年）
  - 4月：丸井浦和店が「丸井大宮店浦和館」に店名変更。
  - 4月19日：丸井渋谷店「本館」「ヤング館」、2館同時開店。
  - 5月24日：丸井川口店「本館」「インテリア・電器館」、2館同時開店。
  - 7月14日：丸井船橋店閉店。
  - 8月24日：丸井上野店開店。
  - 12月：丸井大宮店浦和館（旧丸井浦和店）閉店。
- 1986年（昭和61年）
  - 2月2日：丸井浜松店新開店。
  - 2月21日：丸井所沢店新開店。
  - 2月22日：丸井池袋西口店新開店。
  - 2月23日：丸井津田沼店新開店。
  - 3月1日：丸井新宿メンズ館新開店。
  - 3月2日：丸井町田店新開店。
  - 7月：丸井前橋店閉店。
  - 8月29日：丸井大宮店新開店。
  - 8月30日：丸井藤沢店新開店。
  - 8月31日：丸井水戸店新開店。
  - 9月19日：丸井錦糸町店新開店。
  - 11月1日：丸井戸塚店開店。
- 1987年（昭和62年）
  - 7月25日：丸井宇都宮店閉店。
  - 12月：丸井千葉店閉店。
- 1988年（昭和63年）
  - 3月11日：丸井川崎店開店。
  - 12月：丸井熊谷店閉店。
- 1989年（平成元年）
  - 3月1日：丸井国分寺店開店。
  - 9月22日：丸井大井町店「女とインテリアの館」「男と電器の館」、2館同時開店。
- 1990年（平成2年）：ヴァージン・グループとの合弁で、ヴァージン・メガストアーズ・ジャパンを設立。
- 1991年（平成3年）2月17日：丸井創業60周年。
- 1995年（平成7年）：新CIを制定（現行の◯I◯Iロゴマーク）。

### 2000年代以降
- 2000年（平成12年）4月20日：TOKYO-BAYららぽーと内「ららぽーと3」（後の南館）に専門店4店を出店。グループ外の商業施設への初出店となる。
- 2000年（平成12年）：マルイファミリー志木店が開店

- 2001年（平成13年）2月17日：丸井創業70周年。
- 2003年（平成15年）：グループ一体化の大再編を敢行。
- 2005年（平成17年）：カルチュア・コンビニエンス・クラブにヴァージン・メガストアーズ・ジャパンの全株式を約12億円で売却、株式会社ダイエーと店長級社員の派遣等による衣料部門の支援に係る業務提携。
- 2006年（平成18年）9月：ECサイト「マルイウェブチャネル」開設。
- 2007年（平成19年）
  - 2月12日：丸井津田沼店が閉店。
  - 5月21日：ヤマトホールディングス株式会社（ヤマト運輸の持株会社）と資本・業務提携。
  - 10月1日：小売事業を株式会社丸井に新設分割し、株式会社丸井グループに商号変更し、純粋持株会社へ移行。
- 2010年（平成22年）11月25日：楽天株式会社とEコマース事業における業務提携について合意。同年12月17日、楽天市場内にオフィシャルショップ「マルイ楽天市場店」開設。
- 2011年（平成23年）
  - 2月17日：丸井創業80周年。
  - 3月11日：水戸店・柏店VAT館（現在：柏マルイ）が東日本大震災で被災。柏店VAT館は3月31日まで休業。
- 2016年4月21日に九州初の丸井グループ店舗としてKITTE博多ビルにオープン。
- 2017年（平成29年）2月20日：KDDI株式会社、KDDIコマースフォワード株式会社が運営するECサイト「Wowma!」に、ブランドファッション専門売場「Wowma! Brand Square」開設。
- 2018年(平成30年）9月17日：丸井水戸店が閉店[広報 2]
- 2019年（平成31年）4月1日：株式会社エイムクリエイツが運営していたショッピングモール「モディ」事業を、丸井による運営へ統合。
- 2020年（令和2年）
  - 3月31日：川越モディが閉店[広報 3][15]。
  - 4月7日：新型コロナウイルス感染症の流行に伴い、翌日4月8日より全店舗休業することを発表[16]。
  - 5月12日：新型コロナウイルス感染症の流行により休業していた京都マルイが閉店[広報 4]。
  - 10月2日：静岡マルイ、池袋マルイの閉店を発表[17][18][19]。
- 2021年（令和3年）
  - 3月28日：静岡マルイが閉店[広報 5][20]。
  - 8月29日：池袋マルイが閉店[広報 6]。
- 2023年（令和5年）
  - 1月1日 - 1月3日：新宿マルイや渋谷モディなど全国の21店舗で正月三が日を休業[21]。
- 2025年（令和7年）
  - 7月27日：柏マルイが閉店[22]。

## 歴代社長
- 青井忠治：1937年 - 1972年
- 青井忠雄：1972年 - 2005年
- 青井浩：2005年 - 2009年
- 川下雄司：2009年 - 2011年
- 中村正雄：2011年 - 2016年
- 佐々木一：2016年 - 2019年
- 青木正久：2019年 - 2020年
- 青野真博：2020年 - 現職

## 店舗展開

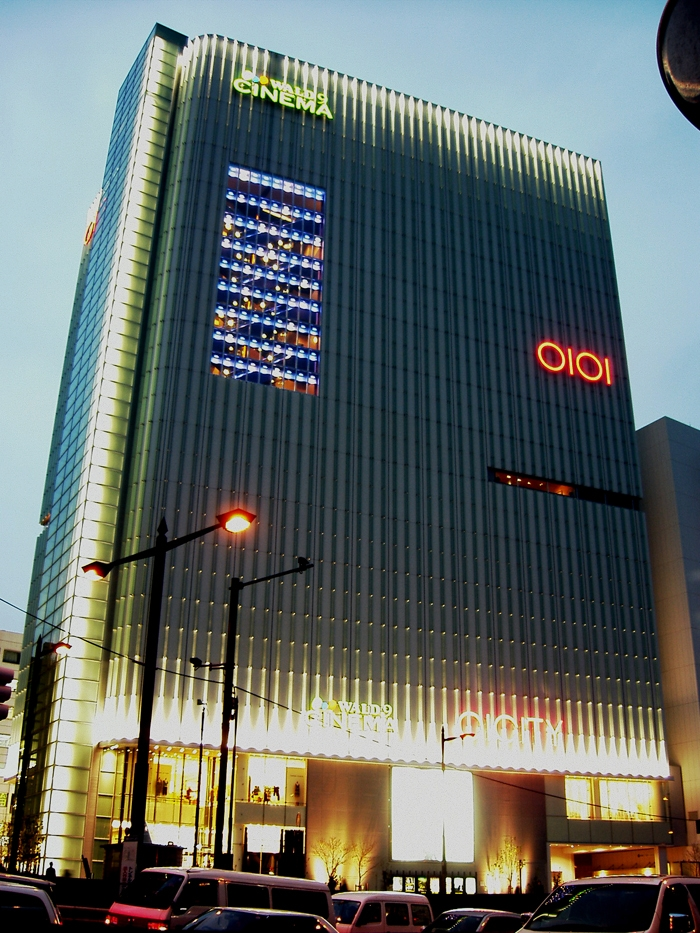
マルイシティ新宿1（2007年2月） 現在：新宿マルイアネックス

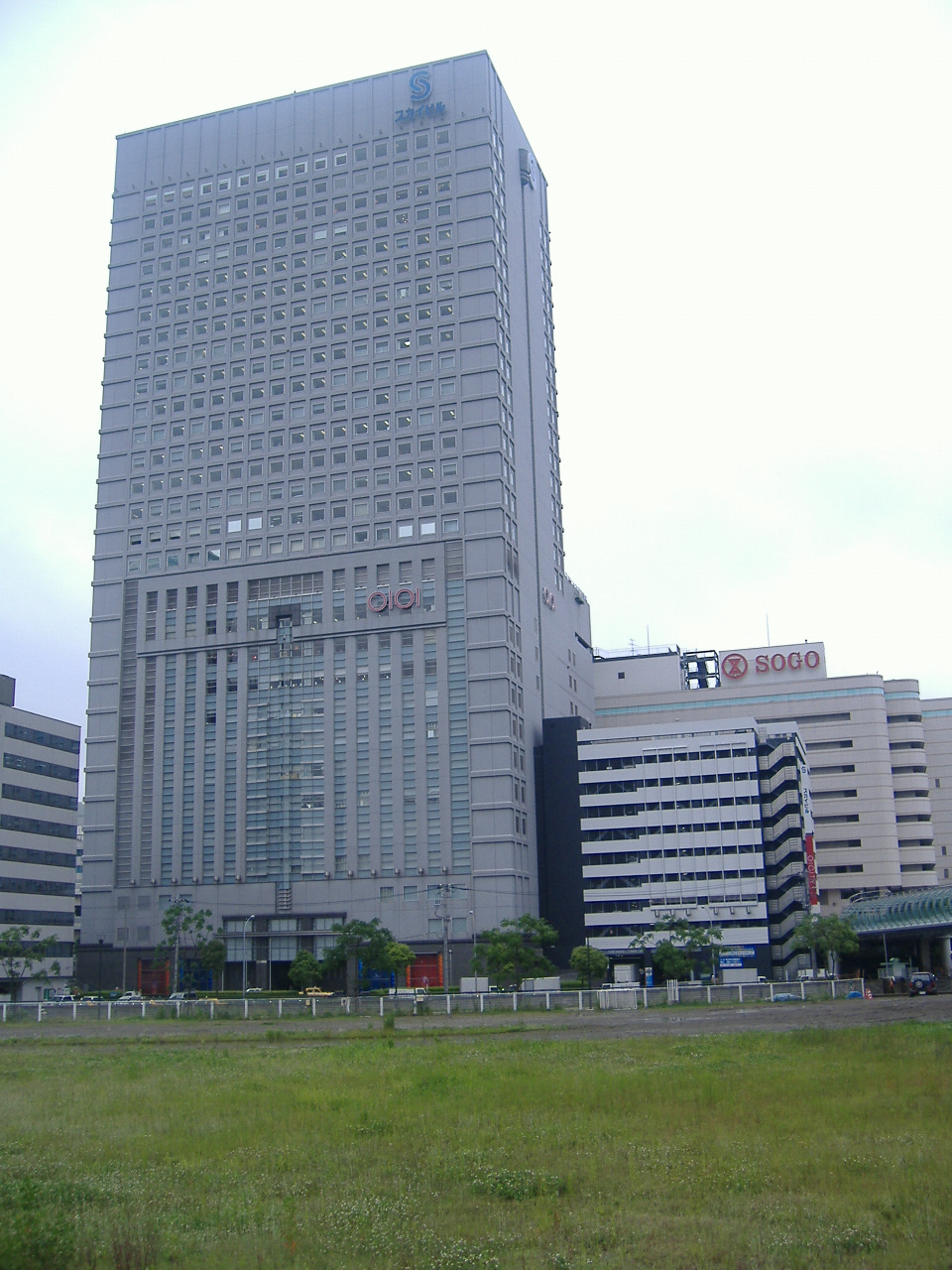
マルイシティ横浜

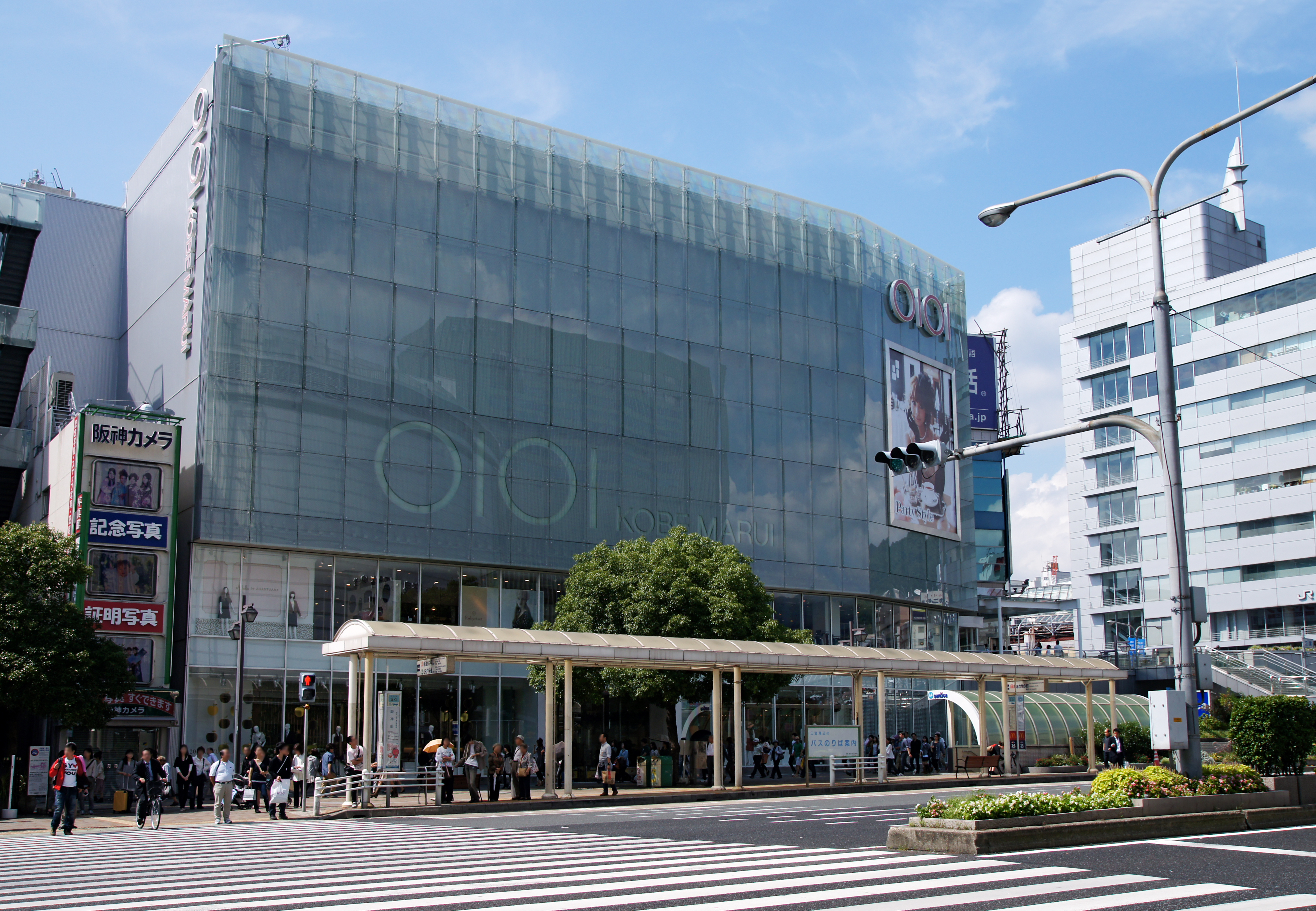
神戸マルイ

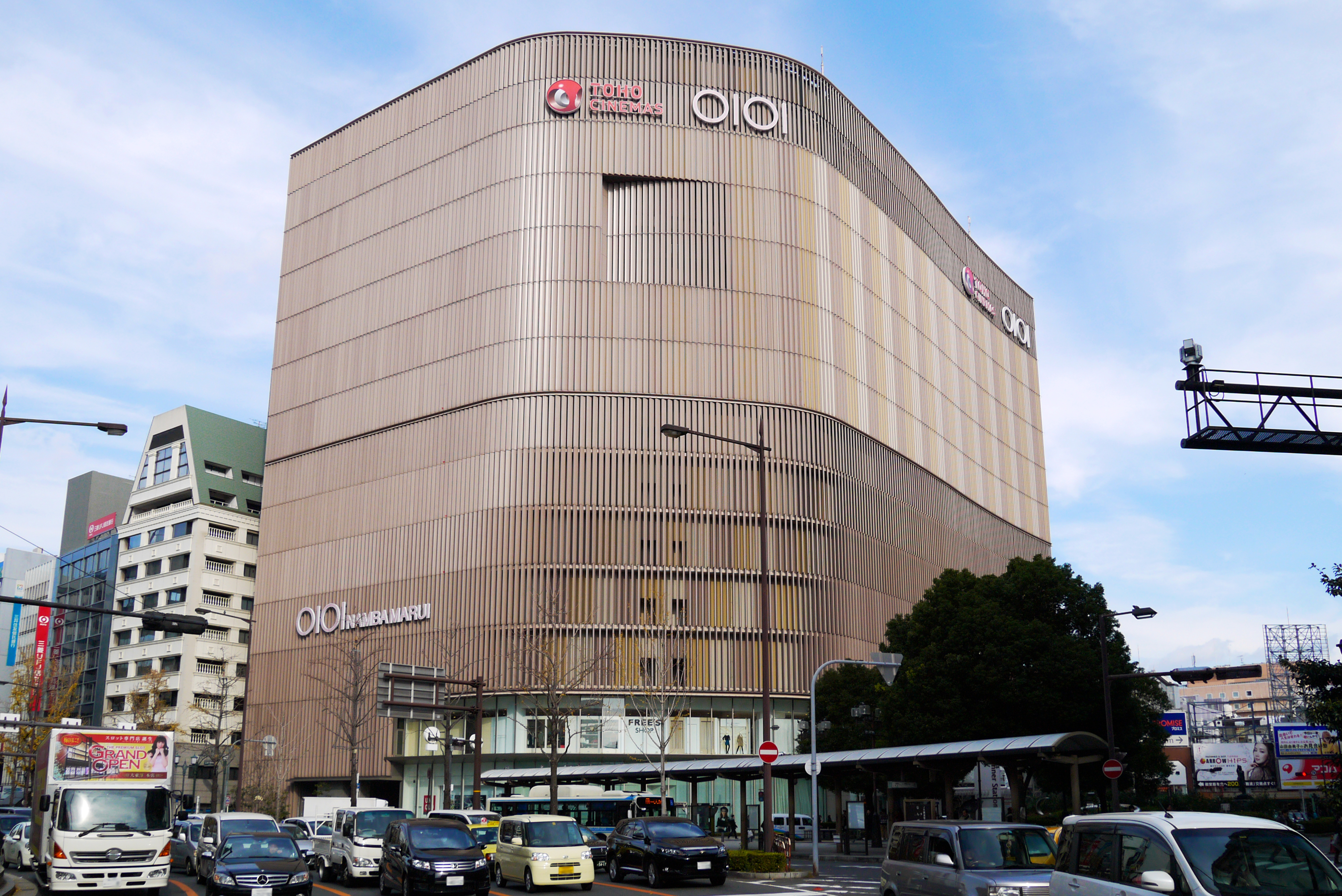
なんばマルイ

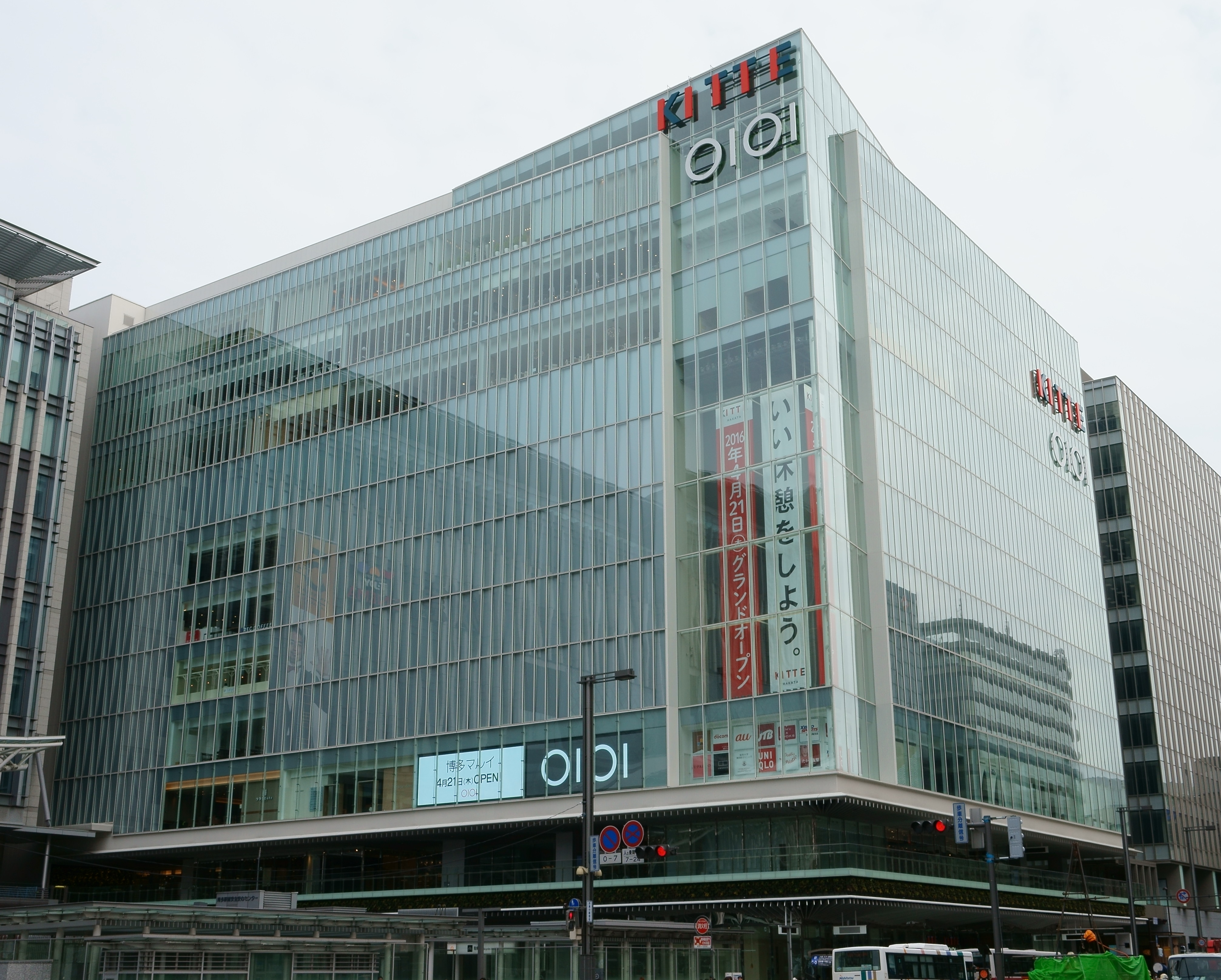
博多マルイ

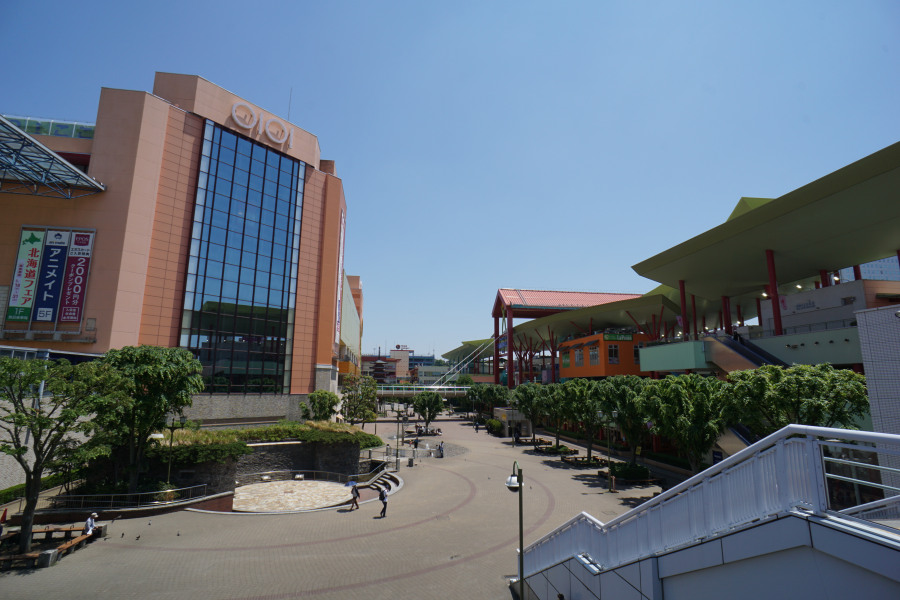
マルイファミリー海老名（神奈川県海老名市の複合商業施設ビナウォークの中核店舗）

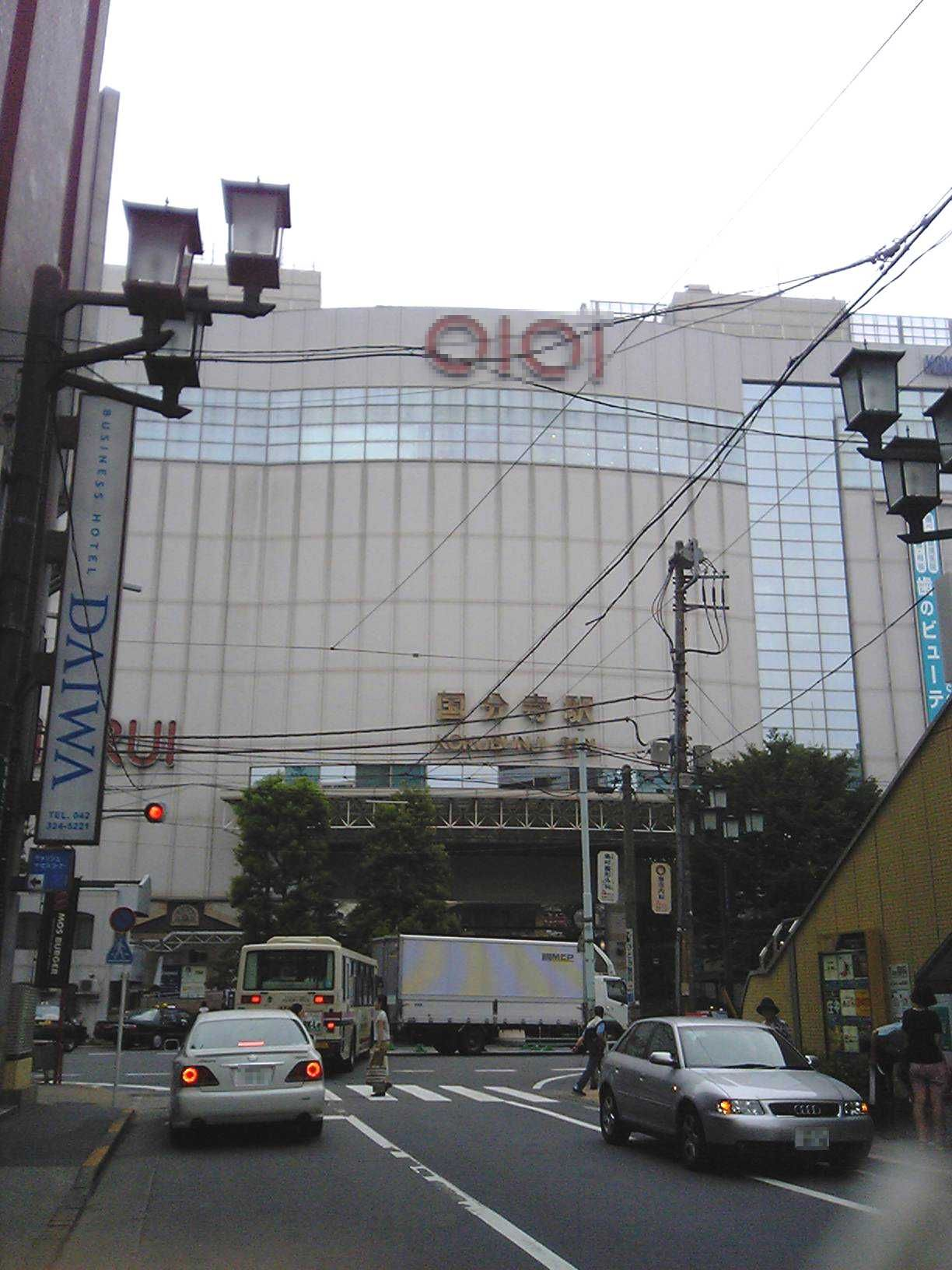
国分寺マルイ（東京都国分寺市、「CICI」マーク（旧ロゴ）採用例の1つ）

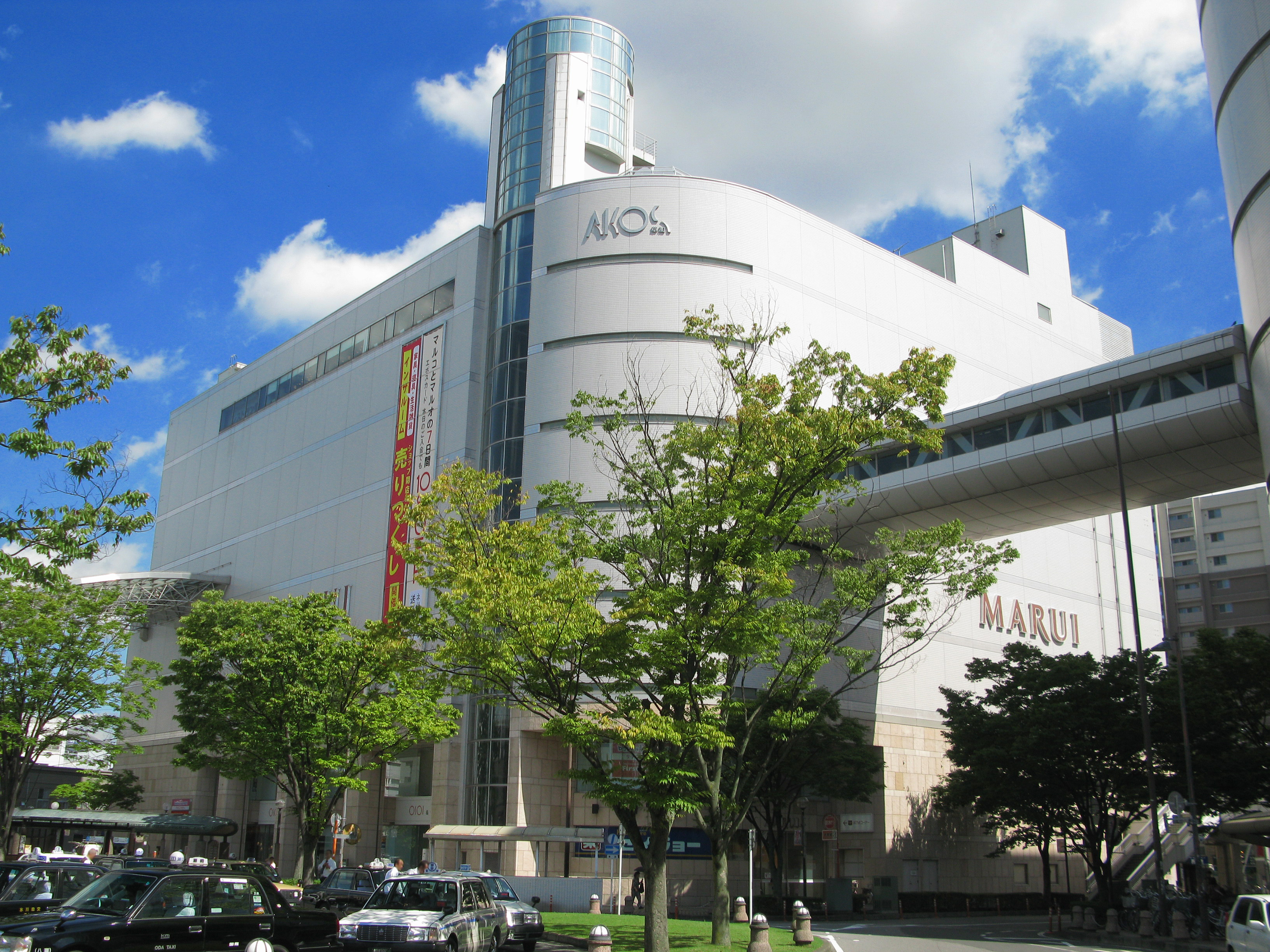
草加マルイ（埼玉県草加市、「MARUI」マーク採用例の1つ）

### 概略
店舗展開としては長らく関東圏に限ってきたが、近年では関東圏を脱し全国展開を視野に入れている。
東日本
- 関東地方南部に店舗をもつ（関東1都6県と静岡県、福島県の範囲を丸井は「関東圏」と位置づけ、長らくこの範囲で店舗展開を行ってきた）。東京では中野本店が2007年8月26日に一旦閉店し、2011年（平成23年）1月28日に中野マルイとして再オープンした（詳細はこちらを参照）。また、2007年（平成19年）10月12日には、有楽町駅前にオープンした新複合商業施設「有楽町イトシア」の中核店舗として有楽町マルイが新規開店している。
  - ただし、北関東の店舗は2018年（平成20年）の水戸店の閉店をもって、撤退。
- 東北地方では2008年（平成20年）に福島県の丸井郡山店を閉鎖後、仙台にて自社ブランドのテナント出店やアウトレットストアを展開している。
- 静岡県では2021年（令和3年）に静岡店が閉店し、丸井としての店舗はなくなったが、系列の静岡モディが2023年時点で営業を続けており、丸井グループとしては営業拠点が現在も残っている。

西日本
- 愛知県へは、丸井本体としてではなく「インザルーム名古屋」として2007年（平成19年）1月20日に名古屋・栄へ進出したが、2009年（平成21年）6月28日に閉店した。また近鉄パッセにテナント「スタジオゼロワン」を運営していたが、こちらも2009年9月に撤退している。ただし近鉄パッセでは2011年（平成23年）より毎年夏季に「マルイの水着」ショップが期間限定で出店されている（2011年は丸栄にも出店していた）。また2017年（平成29年）3月17日には愛知県一宮市のイオンモール木曽川内に新業態のテナント「ラクチンきれいシューズ Fit Studio」をオープンしている。
- 近畿地方においては2003年（平成15年）10月3日に関西1号店として神戸・三宮（神戸マルイ）に進出したほか、2006年（平成18年）9月22日には大阪・難波（なんばマルイ）を開業している。さらに2011年（平成23年）4月27日には京都・四条河原町（旧阪急百貨店跡地）でも新店舗（京都マルイ）を開業したが、2020年4月7日に閉鎖し、5月12日に閉店した[広報 4]。
- 九州地方へは2016年4月21日に福岡市の博多郵便局跡地に建設された商業施設「KITTE博多」のメインテナントとして初進出した[23][24]。また、福岡市への出店に際し「九州でほかに北九州市や熊本市への出店も検討していることを明らかにした」と毎日新聞が報じている[25]。

丸井には、駅前出店を基本とした多店舗化戦略を取っているイメージがあるが、その一方で新規大型店の開店に伴う小規模店舗の統合など、積極的なスクラップ・アンド・ビルド戦略を展開している。ただし、新店舗の開設を伴わない単純な不採算店舗の閉鎖も数多く行なわれている。また、業態変更によって実質「丸井」としての機能を廃した店舗（吉祥寺店キャンバス館→無印良品館→ドン・キホーテ、マルイビィ町田→町田モディ）なども存在する。
また米国の百貨店チェーンの様にプライベートブランド開発、SPA化、自社編集売り場などに力を入れ、旧来型の日本の百貨店からの脱却を図っているほか、また従来の画一的な展開から、「商圏に適したきめ細かい展開」に切り替えている。
「商圏に適したきめ細かい展開」は店舗デザインにも及ぶ。現在多くの店舗の外観は「OIOI」マークを使用している。これは古くからある店舗に現在も残る、丸の右下が切れた形の「CICI」マークのブラッシュアップと言える（「CICI」マークの店舗においても、店内掲示物などには「OIOI」マークを使用するケースも目立ってきている）。また、関東・静岡地区で1990年代に開業・改築した店舗の一部には「MARUI」マークが用いられているところもある。これは当時、エリアごとの店舗展開を模索し始めており、その際のイメージのひとつが形になったものである。なおその後、「MARUI」マークを採用した店舗もリニューアルなどを機に「OIOI」マークへ変更するケースもあり、ブランドの再統一へ方向転換した模様である。なお、京阪神の3店舗では「OIOI」マークに「（地名）MARUI」が併記されている。
既存店舗とは別の道を模索する動きも見られ、その一環として2007年（平成19年）5月に宅配大手のヤマトホールディングスと資本・業務提携を結び、在庫の調達管理から新たな通販ビジネス開拓への方針展開を目指す方針であると発表された。
一方、2007年（平成15年）貸金業法改正や、2009年（平成17年）リーマンショックの影響によるグループの業績悪化を受けて、小売事業の方針を順次転換した。具体的には、顧客ターゲットを若年層から全世代に拡大し、ファッション等の商品に代表されるモノ消費中心の売場展開を減少させ、飲食等の体験に代表されるコト消費をターゲットにした売場展開の割合を増加させること等である。2014年（平成22年）頃からは、消化仕入方式による百貨店型の店舗運営を順次減少させ、テナントからの安定的な家賃収入による不動産型のSC・定借化へ切り替えを進めており、2019年3月までに対象区画の100%を不動産型とする予定である。同じくSC・定借化運営であるモディの多店化も併せて、売上より利益重視へ収益構造の転換を進めている。
POSシステムは、TEC製を使用。
個別売場、テナント
- 長らくファッションを中心とした消化仕入方式による百貨店型の店舗運営をとり、収益についてもテナントの売上高に左右される形態であった。しかし、モノ消費からコト消費へのニーズの変化や、安定的な収益確保をにらみ、SC・定借化による不動産型の店舗運営へ転換を進めている。テナントの内容についても顧客を交えた会議の実施等に基づき、低層階に食品・飲食のテナントを配置するなど、ファッション中心の店舗構成からライフスタイル中心の店舗構成へ移行している。
- かつては丸井としての電化製品売場が、専門館以外の店舗に存在した。2018年現在は、北千住マルイ・国分寺マルイ・マルイファミリー溝口・マルイファミリー志木の4店舗にノジマがテナントとして出店している。それ以外の店舗は、近辺にヨドバシカメラやビックカメラやヤマダデンキ（LABI）などの大型家電量販店が出店しているなどの理由により、直営による電化製品売場は存在しない。
- 少なくとも、昭和40年代後半から昭和60年ごろにかけて、東京都心部の一部や地方の狭小店舗、また専門館を除いた全店舗最上階には、森永フードサービス（現在：エムエフエス株式会社、当時は森永製菓子会社）運営による「森永レストラン」が併設されていた。その後昭和60年代に入り、順次森永レストランは閉鎖され、2014年現在では森永レストランが併設されている丸井店舗は存在しない。

### 出店形態
- マルイ（OIOI）：一般型店舗。古くからある店舗は漢字表記（丸井○○店）、1980年代以降に開店した店舗はカタカナ表記（○○マルイ）であったが、古参店舗の改装や改築、または閉店により、現行店舗はカタカナ表記に統一されている。
- マルイシティ（OICITY）：都市型店舗。横浜のみ。かつては新宿（現在は本館、アネックスに改称）上野（現在は上野マルイ）、池袋（後に池袋マルイ、現在は閉店）および渋谷（現在は渋谷モディ）にも存在した。
- マルイファミリー（OI FAMILY）：郊外型ショッピングセンターを意識。食料品も扱う。溝口、志木の各店舗。
- まるい食遊館：食料品専門店。国分寺、北千住、溝口などのマルイ店舗に入居しているが、これ以外にも戸塚モディに出店している。かつては上野店（現在：上野マルイ、現在は北野エースが出店）と錦糸町店（現在：ジャパンミート）の2店舗にも入っていた。
- モディ（modi, MODI）：エンクローズド（共同店舗型）ショッピングモール。丸井の他の店舗業態から転換し、専門店テナントを基本に展開する。2019年3月31日までは、エイムクリエイツによる運営であったが、同年4月1日をもって同社がモディの各店舗の運営を当社に経営統合した[26]。

#### 過去
- マルイジャム：ファッション激戦区・渋谷の立地に対応したレディス専門店。現在は渋谷マルイへ変更。
- マルイミニ：一般・小規模店舗。現在は店舗なし。立川（→モディ→現在：ロフト）、町田（現在：町田マルイ）にあった。
- in The ROOM（インザルーム）：インテリア専門店。現在は単独店舗は存在せず、また2013年3月10日を以てテナント形態のショップも全店舗営業を終了した[広報 7]。
- FIELD（フィールド）：スポーツ用品専門店。新宿店スポーツ館のリニューアルに伴い新たに作られた形態。後に池袋店スポーツ館もこの名称にリニューアルした。
- VAT：ティーンズ世代のファッション専門店。マルイの109とも言われていた。かつては柏店の2つある建物のうちの1つがVATであったが、現在は店舗なし。
- マルイザッカ：ファッション雑貨専門店。現在は店舗なし。
- マルイヤング：ヤングファッション専門店。新宿と渋谷にあったが前者はカレン→閉鎖、後者はジャムとなり店舗なし。
- マルイビィ：一般。町田大丸の跡地に開設された「丸井町田店B館」である。2006年（平成18年）9月に町田モディとなり、名称は消滅。

#### 新宿マルイ
新宿マルイは2018年現在、以下の形態で店舗展開を行っている。いずれも正式名称には「新宿マルイ」が付されており、2009年（平成21年）に「新宿21.1世紀」のコンセプトを掲げた大幅な店舗再編によって、現在の形態となっている。
- 本館：2009年4月24日オープン。
「サード・プレイス」というテーマを掲げ、女性をターゲットにしたライフスタイル店舗としてオープン。雑貨やサロン、カフェ・スイーツの他、屋上庭園「Q-COURT」を揃える。
- アネックス：2009年9月18日リニューアルオープン（名称のみ4月24日より変更）。
アネックスは英語で「別館」を意味する。リニューアル当初は、社会人男性をターゲットとしたライフスタイル店舗として、メンズを中心にレディースやキッズ、雑貨やホビーなどを展開。その後、外国人観光客をターゲットとした物販ショップや、アニメ・サブカルチャーを取り扱う店舗が入居している。リニューアル以前より、8階のレストランと9-13階の映画館「新宿バルト9」が入居している。
- メン：2009年9月18日リニューアルオープン（名称のみ4月24日より変更）。
メンズ専門店。屋上にはイベントスペースがあり、定期的にアイドル等のイベントが行われる。

なお、かつては上記3店舗のほかに、同じく2009年に以下の2店舗もオープンまたはリニューアルオープンしたが、その後閉店している。
- カレン：2009年2月27日オープン。2012年3月25日閉店。
「ファストファッション」をテーマとしたレディース専門店。店内にはユニクロやヴィレッジヴァンガードも出店していた。店舗名称のカレンとは、英語で「最新の」などを表す「Current」と、日本語の「可憐(Karen)」の2つの意味がある。
- ワン：2009年2月20日オープン。2013年9月25日閉店。
個性派ファッションの揃うレディース専門店。若手クリエイターの発掘・育成を掲げた。

丸井の本店は中野にあったが、2007年（平成19年）に一時閉店。その後、2011年（平成23年）1月に再開店して本社も中野にあるが、新宿3丁目（伊勢丹前）の新宿通り沿いに2009年（平成21年）に完成した「新宿マルイ本館」店舗を売場面積から勘案して旗艦店と見做すことが出来ると思われる。新宿には丸井が入居するビルが6棟存在し、積極的にスクラップ・アンド・ビルドを行うため、これまでたびたび店舗（出店形態）の移動があった。

##### 出店形態ごとの立地の変遷

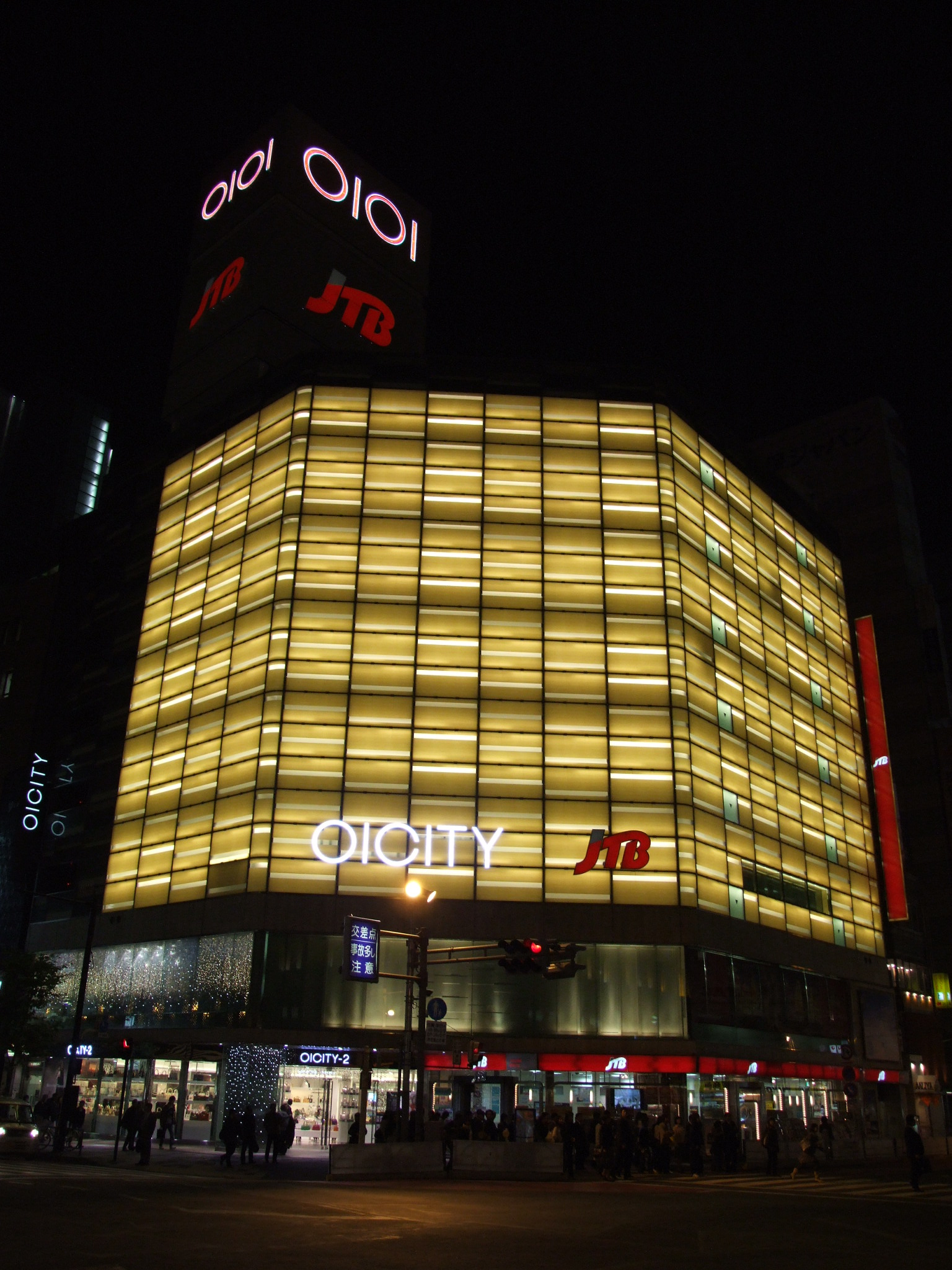
新宿3-1-20に所在していたマルイシティ新宿2（2007年）

- マルイシティ→マルイ本館
新宿3丁目の伊勢丹前にあったそれまでの旗艦店「マルイシティ」は、A館・B館をまとめて取り壊して建て替えることになったため、2007年（平成19年）2月9日にオープンした新宿3丁目の東映映画会館跡地の新宿三丁目イーストビル（新宿バルト9）と新宿3丁目交差点前（伊勢丹南東対角線上の建物。「フィールド」跡地）に分割して移転し、それぞれ、「マルイシティ1」、「マルイシティ2」と改称した。旧「マルイシティ」跡地には、2009年4月24日に新宿地区の新たな旗艦店「新宿マルイ本館」が開店した。
- メンズ館→マルイメン
新宿3丁目交差点前にあった「メンズ館」は、1998年（平成10年）9月に靖国通り沿いの新宿5丁目交差点前にある旧インテリア館に移転して、「マルイメン」と改称した。
- フィールド
1992年（平成4年）9月に、伊勢丹東側の明治通り沿い（現在のコメ兵）に開店した「フィールド」（1984年（昭和59年）4月開店のスポーツ館が前身）は、1998年9月に新宿5丁目交差点前の「マルイメン」の裏に移転した後、2004年（平成16年）に新宿3丁目交差点前の旧マルイザッカ館跡地に移転し、さらにその後「マルイヤング」の地下に移転した。
- マルイワン
旧フィールド跡地に1998年9月にできた「マルイワン」は、2005年（平成17年）3月に「マルイヤング」の5階 - 9階に移転した。
- インテリア館→インザルーム
新宿5丁目交差点前に1984年（昭和59年）に開店した「インテリア館」は、1998年に一旦閉店した後に、2004年（平成16年）2月に甲州街道と明治通りの交差点の新宿4丁目交差点前の京王新宿追分ビル（ヴァージンメガストア跡地）に「インザルーム」として再出店したが、2013年2月28日に閉店した。
- ヴァージンメガストア
ヴァージン・メガストアーズとの合弁出資により展開していた「ヴァージンメガストア」は、当初マルイシティ地下1階に1990年（平成2年）に開店した後、京王新宿追分ビルに移転。その後経営不振で2004年1月に閉店、2005年には株式も売却され丸井の関連会社ではなくなった。

2009年（平成21年）は「新宿21.1世紀。」のコンセプトを掲げ、全店舗改装・リニューアルを行い、新たに「新宿マルイ」の総称が入れられた。まず2月20日にマルイシティ2を「新宿マルイワン」へ、2月27日にマルイヤングを「新宿マルイカレン」へ、それぞれ一新した。また前述の通り4月24日には新宿マルイの新たな旗艦店舗になる「新宿マルイ本館」がオープンした。その他の既存店舗も順次改装を行っており、インザルーム新宿本店は4月24日にリニューアルが完了し、またマルイシティ1・マルイメンが初夏から秋にかけて、それぞれ「新宿マルイアネックス」「新宿マルイメン」にリニューアルされた。ただし店舗名称はマルイ本館オープンと同日にいち早く変更された。なお、フィールドはマルイメン8階に移転したほか、女性向けランニング用品ショップをマルイ本館5階に、さらに9月からはアウトドア用品ショップをマルイアネックス7階に展開する。またマルイカレンは新宿3-17の路地にも別館がある。新宿ピカデリーの南側にある伊勢丹駐車場の裏だが、"OIOI"の看板とドアノブが見えるのですぐに見つかる。
「新宿マルイ」に刷新後も店舗再編が行われており、インザルーム新宿本店は2010年（平成22年）2月28日に、新宿マルイカレンは2012年（平成24年）3月25日に、それぞれ閉店している。なお、マルイカレンは閉店後も引き続き丸井が「丸井新宿東口ビル」としてビル管理を続けていたが、2016年9月末約130億円で売却した。2012年6月よりいくつかのテナントが入居しているが、2018年現在も営業を継続している。また2013年（平成25年）秋にも再編が行われ、マルイワンがマルイアネックスと統合する形で閉店した（マルイワンで営業していたテナントの多くがマルイアネックスに移転した）。これにより、アネックスにもレディース用品売場が新設されたほか、本館にメンズ用品売場も新設されている。

##### 立地ごとの出店形態の変遷
- 新宿3-30-16（現在の「新宿マルイ本館」の場所。旧帝都座（新宿日活）の場所）
ニュー新宿店→ファッション館→マルイシティ（初代）→（取壊・建替）→マルイ本館
- 新宿3-18-1（かつての「新宿マルイカレン」の場所）
新宿店→ヤング館→マルイヤング→マルイヤング・マルイワン（その後フィールドも加わる）→マルイカレン→丸井新宿東口ビル→売却（ビルは存続）
- 新宿3-17
マルイカレン別館→2012年（平成24年）3月25日閉店
- 新宿5-16-4（新宿5丁目交差点前の現在の「新宿マルイメン」の場所。ここのみ屋上看板が旧CI）
新宿三光町店→（旧中野輸送新宿配送センター）→インテリア館→インテリア館A館/B館（新宿5-16-8に別棟建設）→マルイメン/フィールド（新宿5-16-8）→マルイメンA館/B館（新宿5-16-8）→マルイメン/M&Cシステム本社（2011年中野マルイ内に移転）（新宿5-16-8）→マルイメン/株式会社北川（賃貸ビル業、別会社）（新宿5-16-8）
  - 新宿5-16-8にインテリア館B館を建設した際、A館との間に連絡通路（3階・7階）を設けた。インテリア館B館では家電製品などを扱った。マルイメン/フィールドに業態変更後も2棟の建物で営業していたが、マルイメンB館閉鎖後のマルイメンリニューアルに際し、旧B館は売り場から系列会社のオフィスに変更され、連絡通路は閉鎖・撤去されている。
- 新宿3-1-20 （新宿3丁目交差点前のかつての「新宿マルイワン」の場所。JTBやブラザー工業との共同ビル）
スポーツ館→メンズ館→マルイザッカ→インザルーム→フィールド→マルイシティ2（2代目2号館）→マルイワン→2013年（平成25年）9月25日閉店
- 新宿3-1-13 （新宿4丁目交差点前のかつての「インザルーム新宿本店」の場所。京王新宿追分ビル。旧京王線線路敷）
ヴァージンメガストア→インザルーム→FOREVER 21新宿店（別会社）
- 現在のコメ兵の場所（建物自体は武蔵野興業が管理する賃貸ビル。旧新宿松竹館の場所）
フィールド→マルイワン→（空家）→コメ兵新宿店（別会社）
- 新宿3-1-26 新宿三丁目イーストビル（東映映画会館跡地。現在の「新宿マルイアネックス」の場所。上層階は「新宿バルト9」）
（東映跡地に新築）→マルイシティ1（2代目1号館）→マルイアネックス

## 現行店舗
モディ店舗については「モディ」を、既存の商業施設にテナント出店している店舗については後述「自社ブランド」の項を、それぞれ参照。
- ◎がついている店舗：前述の「MARUI」マークを使用している店舗
- △がついている店舗：旧ロゴ（CICI）を使用している店舗

### 東京都
新宿区
新宿にある店舗の詳細については、新宿マルイを参照。
- 新宿マルイ本館（新宿区新宿3-18-1[28]）
2009年（平成21年）4月24日、初代マルイシティ新宿跡地に新築オープン。
- 新宿マルイアネックス（旧マルイシティ新宿-1。新宿三丁目イーストビル内）
2009年4月24日に店舗名のみ先行変更し、9月18日にリニューアルオープン。8Fにレストラン街OIOI The Dish。2013年（平成25年）10月5日に旧マルイワンにて営業していた多くのテナントが移転入居した。
- 新宿マルイメン（旧マルイメン新宿）（新宿区新宿5-16-4[28]）：△
2009年4月24日に店舗名のみ先行変更し、9月18日にリニューアルオープン。

渋谷区
渋谷にあったその他店舗については、過去に存在した丸井の店舗（東京都）、モディ#渋谷モディを参照。
- 渋谷マルイ（渋谷区神南1-22-6[28]）
1958年（昭和33年）10月「丸井渋谷店」として開業[7]。その後「丸井渋谷店ファッション館」となり、1985年「丸井渋谷店ヤング館」にリニューアルされ、2004年の改装後、「マルイジャム渋谷」となる。2015年4月24日、改装終了と共に「渋谷マルイ」に改称。売場面積4,240m2。取扱高115億円（2017年度、ただし渋谷モディとの合算）。しかし建物の老朽化で2022年8月28日で休業。2026年度に木造建築として建替予定[広報 8]。

足立区
- 北千住マルイ（千住ミルディスI番館内）
当初はそごうの出店計画があったが断念し、三越・東武百貨店・ロビンソン百貨店との競願の末、丸井が出店した。
売場面積35,300m2は丸井全店舗の中で最も広く、取扱高も373億円（2017年度）と最も高い。
まるい食遊館が入居。2Fに"KITCHEN GARDEN 350"（イートインスペースを備えた食品専門店ゾーン）。10Fにレストラン街"千寿万彩"（せんじゅまんさい）。

台東区
- 上野マルイ（旧マルイシティ上野）
京成上野ビル・中村ビル内。京成百貨店から譲渡を受け、1985年8月24日「丸井上野店」として開業。売場面積16,390m2。取扱高127億円（2017年度）。旧京成百貨店だった名残で生鮮食品の取り扱いが開店からあり（今は取り扱いなし）、オープン時のコピーが「こんどのマルイはキャベツもあります」。B1Fに"Food Select"（飲食テナントのほか食料品専門店が配置され、北千住の"KITCHEN GARDEN 350"に一部類似している）。9FにOIOI The Dish（レストラン街）。

墨田区
- 錦糸町マルイ（旧丸井錦糸町店）（墨田区江東橋3-9-10[28]）
都電錦糸堀車庫跡地。1983年（昭和58年）9月2日開業[7]。2017年（平成29年）6月、B1階にジャパンミートがオープン。1Fに"味の本所小路"（北千住の"KITCHEN GARDEN 350"に類似したゾーン）。7Fに"錦糸町ダイニング 0141"（レストラン街）。売場面積22,990m2。取扱高122億円（2017年度）。

千代田区
- 有楽町マルイ（有楽町イトシア内）
2007年8月末に大井町店閉店後の入れ替えにより2007年10月12日開業。
売場面積18,500m2。取扱高216億円（2017年度）。

中野区
- 中野マルイ：過去に存在した丸井の店舗の項も参照
2007年（平成19年）に閉店した丸井中野本店を、旧A館部分のみに規模縮小の上で建て替え、2011年（平成23年）1月28日に再オープン。（同ビルは丸井グループ本社別館を兼ねており、本社も近隣に所在）。売場面積4,950m2。取扱高55億円（2017年度）。
B1Fにピーコックストアがテナントとして入居しているほか、5Fにレストラン街を構える。

武蔵野市
- 吉祥寺マルイ（旧丸井吉祥寺店）（武蔵野市吉祥寺南町1-1-19[11]）：△
1960年（昭和35年）10月開業[7]。売場面積11,950m2。取扱高53億円（2017年度）。

国分寺市
- 国分寺マルイ（セレオ国分寺内）（国分寺市南町3-20-3[28]）：△
丸井初の駅ビル出店（1989年（平成元年）3月）。「丸井国分寺店」→「マルイファミリー国分寺」を経て現在に至る。
まるい食遊館が入居。売場面積14,300m2。取扱高121億円（2017年度）。

町田市
- 町田マルイ（旧丸井町田店→マルイシティ町田→マルイワン町田）
1980年（昭和55年）9月開業[7]。
売場面積7,550m2。取扱高153億円（2017年度、ただし町田モディとの合算）。

### 神奈川県

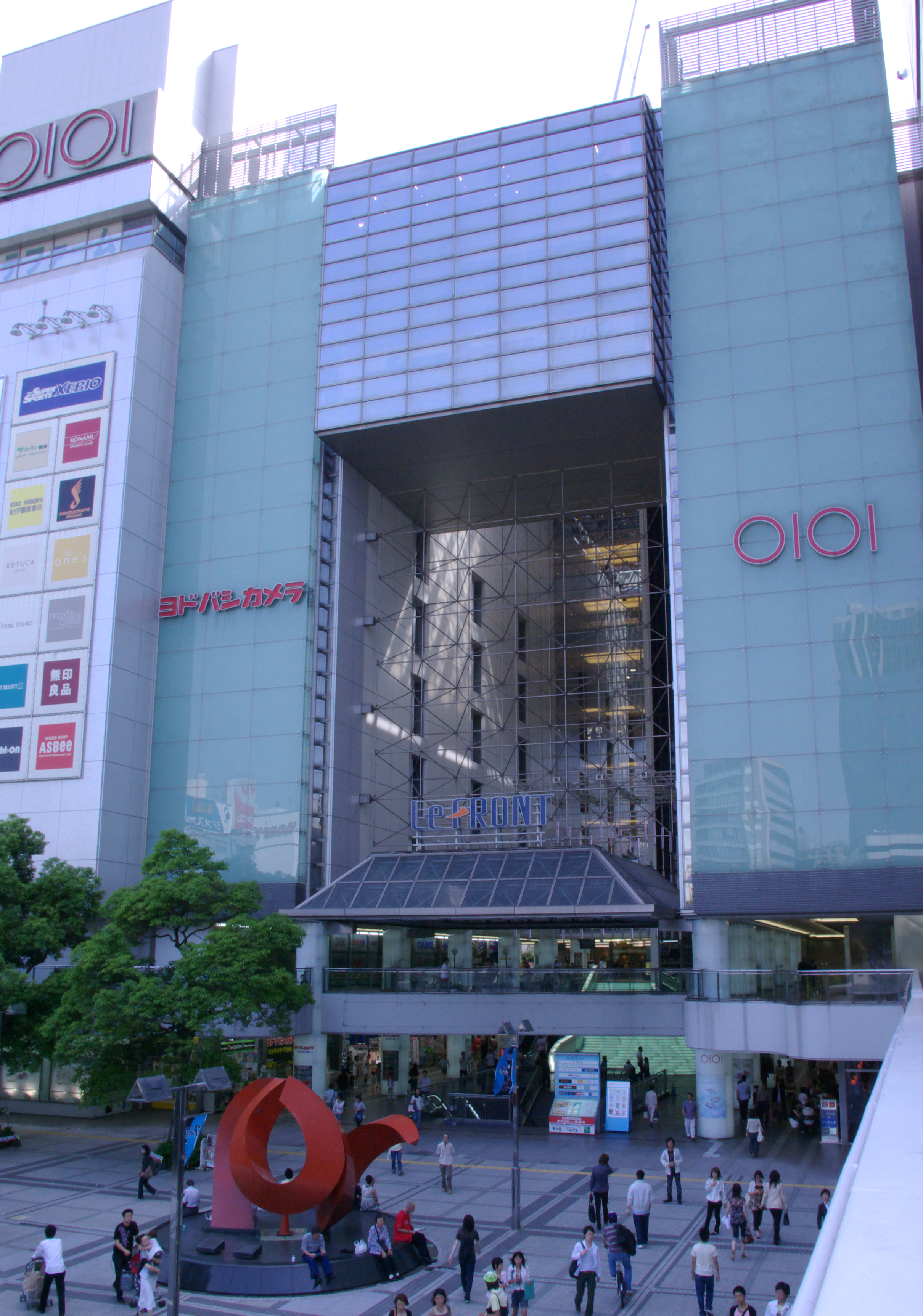
川崎店（2007年5月撮影）

- マルイシティ横浜（旧丸井横浜東口店）（横浜市西区高島2-19-12[28]、横浜スカイビルのキーテナント）
1996年（平成8年）9月開業[28]）売場面積16,770m2。取扱高82億円（2017年度）。
- マルイファミリー溝口（川崎市高津区溝口1-4-1[28]、ノクティ2内）：◎（縦看板のみ）
1997年（平成9年）9月開業[28]）まるい食遊館が入居。売場面積32,260m2。取扱高211億円（2017年度）。
- 海老名マルイ（旧マルイファミリー海老名）（海老名市中央1-6-1、ビナウォーク内）
2002年（平成14年）4月、マルイファミリー海老名として開業[29]。2025年4月2日に店舗名のみ「海老名マルイ」に先行変更し、後日リニューアルオープン予定[29]。まるい食遊館が入居。売場面積19,500m2。取扱高88億円（2017年度）。

### 埼玉県

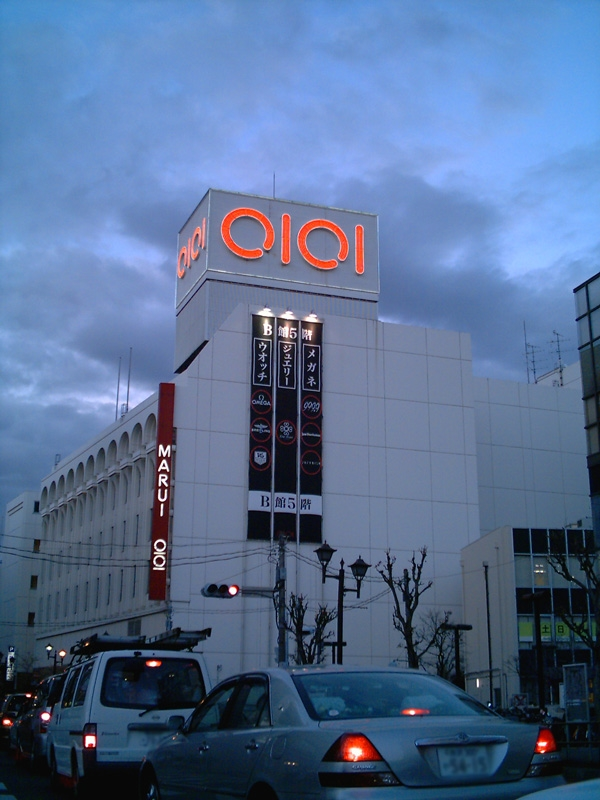
所沢店（1961年 - 2007年）看板は"CICI"のように◯の右下が切れている

- 大宮マルイ（旧丸井大宮店）（さいたま市大宮区桜木町23[28]）
1982年（昭和57年）9月開業[7]。
大宮駅西口DOMショッピングセンター内。ダイエー大宮店と同居。売場面積13,970m2。取扱高67億円（2017年度）。
- 草加マルイ（旧丸井草加店→草加マルイ&アウトレット）（草加市高砂291[28]）：◎
草加駅東口の「アコス北館」のキーテナント。2009年（平成21年）4月25日リニューアル。「草加マルイ&アウトレット」から「草加マルイ」に変更後、現在も2階、3階にアウトレット店舗を展開している。売場面積16,530m2。取扱高45億円（2017年度）。
- マルイファミリー志木（志木市本町5261[28]）
志木市による志木駅東口再開発ビル「フォーシーズンズ志木」の大半を賃借して出店。2000年（平成12年）2月25日開業。まるい食遊館が入居。売場面積18,900m2。取扱高110億円（2017年度）。

### 大阪府
- なんばマルイ

### 兵庫県
- 神戸マルイ

### 福岡県
- 博多マルイ
KITTE博多1F - 7F。2016年4月21日開業。

## 過去に存在した丸井の店舗

### 福島県

郡山店（2008年2月29日撮影）

- 郡山店（郡山市駅前1-6-10[11]）
1975年（昭和50年）11月8日開店[30] - 2008年（平成20年）2月29日閉店[31][32]、売場面積 約8,800m2[33]。
「郡山駅前共同ビル」のキーテナントとして入居[34]。開店以来、東北唯一かつ丸井北限店舗としての強みにより、西友郡山西武店（現在：アティ郡山）やうすい百貨店とともに郡山駅前の集客力を県内外から牽引していた。だが、「売場が手狭となり、品揃えでお客様のニーズに応えられない。郊外にショッピングセンターの開店が相次ぎ、駅前の商業環境が厳しい」（丸井広報室）として閉店した[35]。撤退店舗では唯一側壁看板のロゴが現行の"OIOI"だった（他は屋上看板含め旧ロゴの"CICI"等。）。
閉店後も1階では、ビルのテナントである呉服店が営業を継続したため、丸井側が立ち退きを求め訴訟に発展。その後、和解が成立し撤退した[36]。郡山駅前近辺ではトポス郡山店や太田記念病院の跡地ビルも空きビルとなるなか、郡山駅前共同ビルは駅の真正面に位置したため、駅前の中心市街地活性化において大きな課題となっていた。
2011年3月の東日本大震災でビルは大規模半壊となり、地権者側の解体要請と、国や郡山市の震災復旧の支援を受けて、2014年までに解体[37][38]。跡地には、上層部にダイワロイネットホテル郡山駅前、下層部に東邦銀行、セブンイレブン、飲食店などが入る複合ビルが建設された[39][40]。

### 茨城県

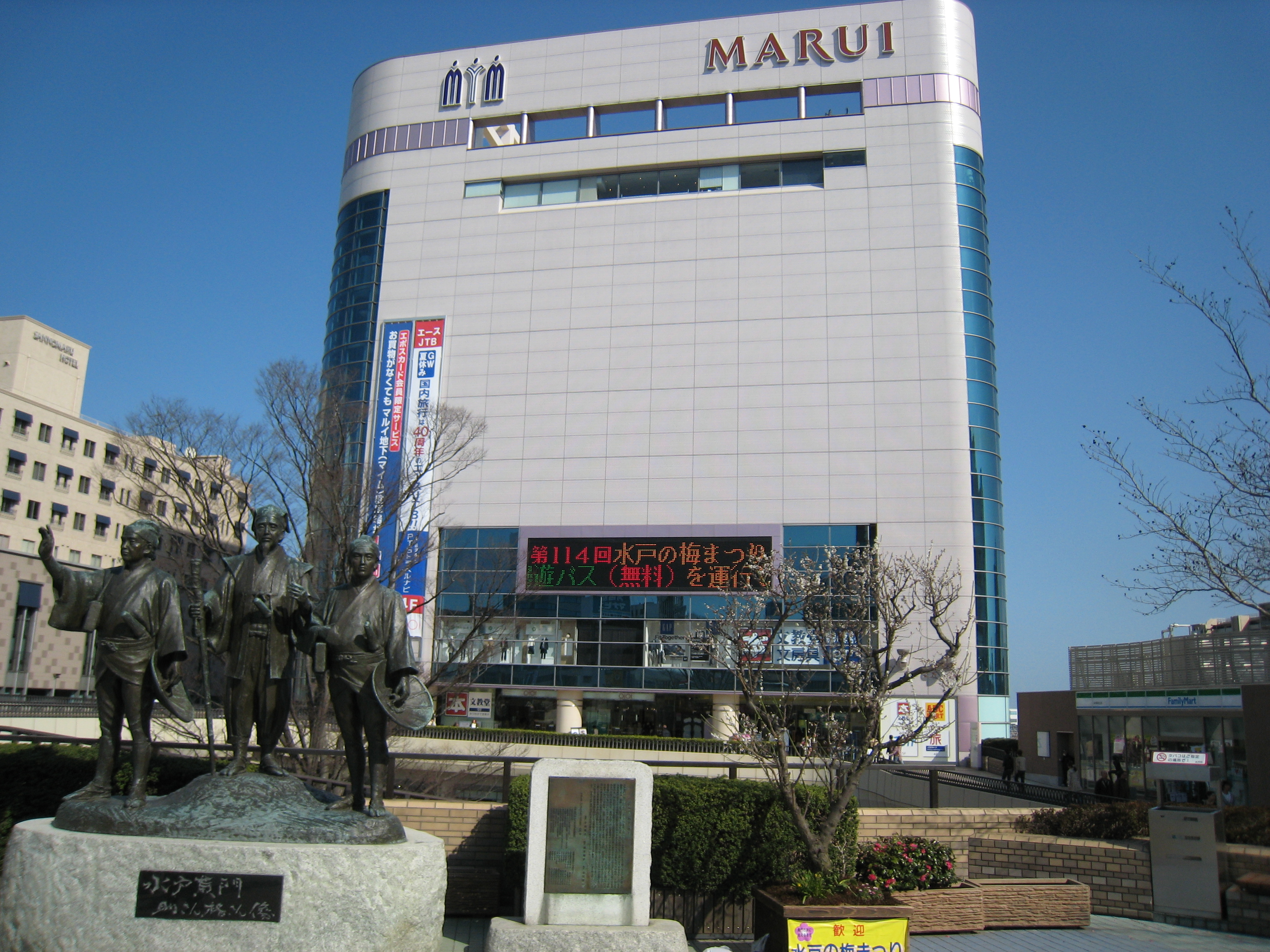
水戸店（2010年3月撮影）

- 土浦店（土浦市大和町4-1[11]）
1967年（昭和42年）3月開業[7]。
本館、きもの館。2003年（平成15年）閉店。現在はカラオケ、居酒屋、パチンコ店などが入居。『ぷらっと』になった。
- 水戸店（水戸市宮町1-2-4[28]）：◎
1970年7月に、高島屋ストア水戸ローズランドが入居していた「中村ビル」左隣に「丸井水戸ショッピングビル」として開業[41][42]。1988年当時の旧店舗の売り場面積は、4,629m2[42]。旧店舗解体後、跡地は現在「水戸ノースフロントビル」として、ローソン水戸駅北口店などが営業。
1993年（平成5年）2月に、 水戸駅北口再開発ビル「MYM」に移転開業した。丸井は、「MYM」の2階以上に入居。1階・地下1階は別テナントが入る専門店街となっている。
2011年（平成23年）4月15日に、6階にアカチャンホンポがオープン（本来は2011年3月オープン予定だったが、前述の水戸店震災被害によりオープンが遅れた）。
ピーク時には156億円を売り上げた年もあったが、2016年度は24億円まで落ち込んだ。また、2010年代に入りエクセルみなみや水戸OPA（水戸サウスタワー）などの開業も重なり苦戦し、2018年9月17日をもって閉店[41][43]。撤退後は共有部分を取得したやまきによりオフィスと商業施設の複合施設としてリニューアルする[44] としていたが、2019年2月に 共有部分の所有権がマリモに譲渡された[45]。このため、施設の一部内容を見直して2019年秋にリニューアルされた。

### 栃木県

宇都宮店のあった中村第一ビル

- 宇都宮店（宇都宮市池上町2-29[11]）
売場面積4,500m2[46][47]。
1967年（昭和42年）9月、池上町の駅前大通り沿い「中村第一ビル」1階 - 3階に開店。1972年（昭和47年）6月に道路を挟んだ南側の「丸井物産池上ビル」との2館体制となる（3階部分の連絡通路で接続）。
1987年（昭和62年）1月期の売上高は27億円の黒字店舗だったが、賃貸ビルへの入居のため増築ができず、規模も小さく十分な品揃えができないとして、1987年（昭和62年）4月に閉店を表明[46][47]。1987年（昭和62年）7月25日閉店[48]。
後継テナントには、福田屋百貨店がDCブランド中心のファッションビル「EFF（エフ）」として1987年（昭和62年）11月に開店[49][50]したが、10年の契約期間を満了せず1995年（平成7年）1月に閉店[要出典]。更に上階にあった映画館「宇都宮第一東宝」も2007年に休館し、現在はフロア毎のテナントビルとなっている。

### 群馬県
- 前橋店（前橋市千代田町2-11-8[11]）
1968年（昭和43年）4月開店。1986年（昭和61年）7月閉店。メガネ館、きもの館。なお現在本館は隣接しているスズラン前橋店新館。

### 埼玉県
- 熊谷店（熊谷市筑波2-102[11]）
1970年（昭和45年）2月開業。熊谷駅北口ロータリー直結（バス3番のりば前）だった。1988年（昭和63年）12月の閉店後も建物はそのままで1階にてゼロファーストを営業していたが、2002年にゼロファーストと1店舗分のテナントを擁する平屋建てに建て直した（携帯ショップが開業したが短期間で閉店し、空きテナントのままとなっていた）。ゼロファースト撤退に伴い、地元企業により8階建てのテナントビルに建て直された（2009年）。
- 川越店
1970年（昭和45年）2月開業[7]。1973年8月に駅前に移転して、新店舗が全館開業。 2007年に川越モディとしてリニューアルオープン。
川越モディは2020年1月31日閉店。4階(アニメグッズ/献血ルーム）と5階（ビューティ/リラクゼーション）については同年2月以降もそのまま営業を継続する[広報 3][15]。
- 所沢店（A館(所沢市日吉町10-21)、B館(所沢市日吉町10-22)）
1961年（昭和36年）11月開業[7]。
丸井初の「クレジットカード」が登場直後の1961年（昭和36年）に開店した丸井の古参店舗。衣料品の他家具（B館）・食器（B館）・家電製品（B館）等も扱い、旧系列のヴァージン・メガストア（B館）や森永レストラン（B館）も入居。丸井が創業以来取り扱ってきた商品は一通り備え、埼玉県内の中心店舗であった。A館を「女の館」、B館を「男の館」として営業していた時期もある。A館・B館は渡り廊下で繋がっていた。2007年1月31日に閉店。2007年（平成19年）12月、丸井傘下のエイムクリエイツが管理する賃貸ビル「リ・クリエ所沢」（A館・B館）に業態変更した。
- 大宮店浦和館（旧浦和店）
浦和駅西口交番そばにあり、1963年（昭和38年）9月28日に開店し、1985年（昭和60年）12月に閉店した[51]。閉店後は洋服のアストリア浦和店となったが2001年（平成13年）4月に閉店。同年10月にプレバブ建てで「さくらや浦和駅西口総合館」がオープンしたが、2008年（平成20年）4月に再開発事業に伴う立ち退きを理由に閉店した。現在は駐車場になっている。
- 川口店（川口市栄町3-1-16[11]）
1972年（昭和47年）8月開業[7]。
1972年8月末に本館が開店、1985年5月末にインテリア・電器館が開店。後者が先に閉店した。

### 千葉県
- 千葉店
1964年（昭和39年）9月開店、1987年（昭和62年）12月閉店。売場面積 約2,600m2[52][53]。
現在は、勉強堂（眼鏡店）や駿河屋[注釈 6]などが入る雑居ビル。
最寄り駅は京成千葉線（初代）京成千葉駅（現在：千葉中央駅）だった[注釈 7]。
- 船橋店（船橋市本町1-6-3[11]）
1974年（昭和49年）10月25日開店、1985年（昭和60年）7月14日閉店。
売場面積 約5,700m2[55]。
閉店後もビルは「丸井船橋ショッピングビル」として丸井が所有し、田原屋を経て、現在は全国でも最大規模（敷地面積2000坪）のザ・ダイソーギガ船橋店。
- 津田沼店（習志野市津田沼1-3-1[28]）
1978年（昭和53年）2月23日開店、2007年（平成19年）2月12日閉店。
売場面積 8,796m2[56]。
最寄り駅は新京成電鉄新京成線（現・京成松戸線）新津田沼駅で、新京成電鉄が所有する津田沼14番街ビル（新京成第6ビル）に入居していた。現在はミーナ津田沼。

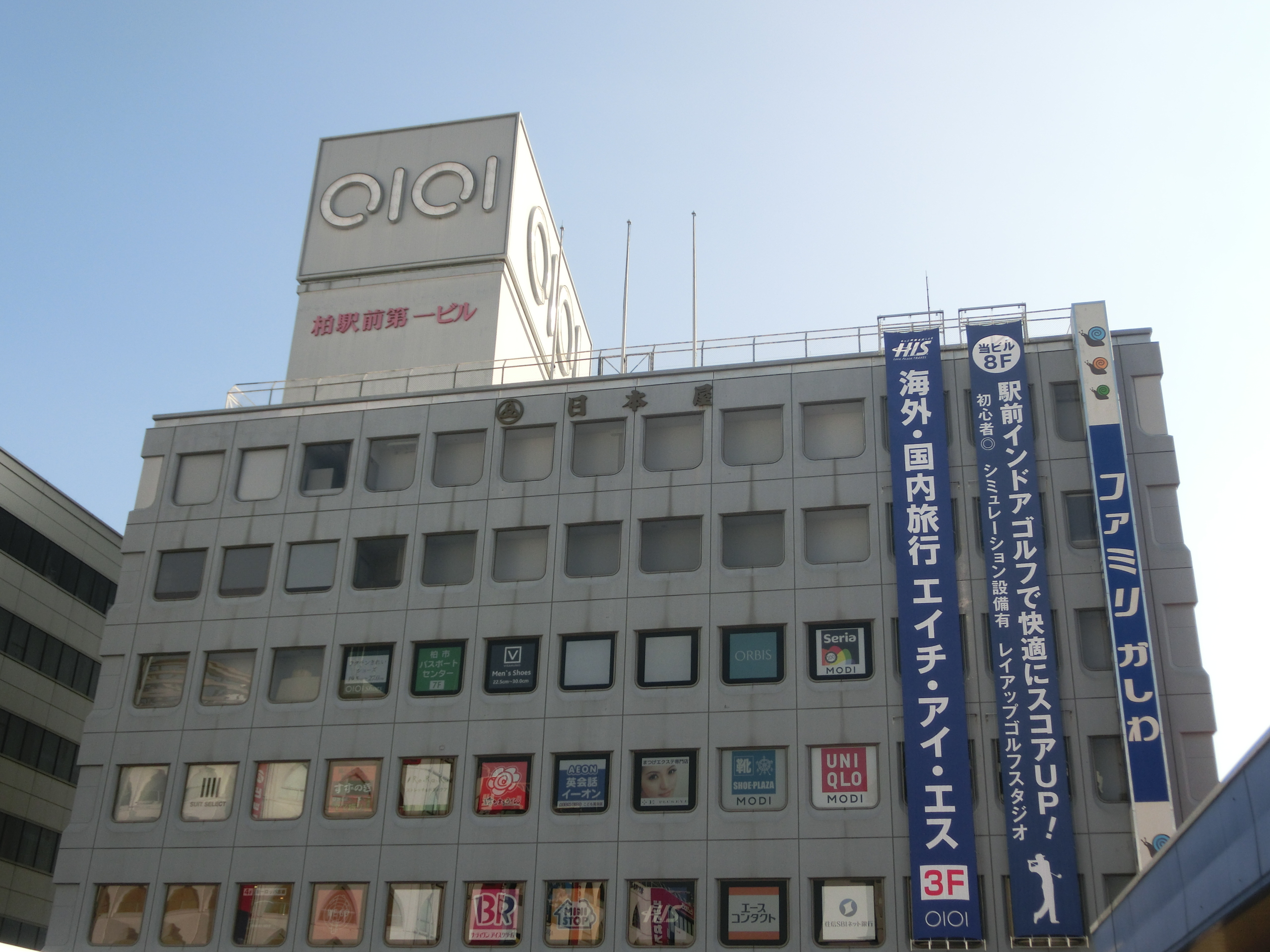
柏マルイ（ファミリかしわ）

- 柏マルイ（旧丸井柏店→丸井柏店ファースト館→柏VAT）
柏駅東口の「柏駅前第一商業協同組合ビル」内（ファミリかしわと同居、旧国鉄用地）。2016年（平成28年）4月28日に旧「柏VAT」をリニューアルし、「柏マルイ」としてリニューアルオープン[広報 9]。これまでの丸井柏店にはなかった食料品売り場「Kashiwa Roots Table」が2階に設けられる（北千住の"KITCHEN GARDEN 350"に類似したゾーン）。売場面積8,220m2。取扱高67億円（2017年度、ただし柏モディとの合算）。これまでに以下のような経緯をたどっている。2025年（令和7年）7月27日に閉店したため、千葉県から丸井は完全撤退となった（ただし、同グループの柏モディは営業継続）。また、閉店直前まで「CICI」ロゴを用いていた数少ない店舗でもあった。
  - 1964年（昭和39年）：「日本屋ビル」（後の柏駅東口駅前広場の一部・建物は現存せず）に「丸井柏店」をオープン
  - 1973年（昭和48年）：その後柏駅の再開発により、丸井柏店を「柏駅前第一商業協同組合ビル」（2025年7月の閉店まで「柏マルイ」が営業していたビル）内に移転
  - 1996年（平成8年）2月：二番街商店街付近に新たに建設された建物（柏駅南口徒歩1分程度の二番街商店街内の、オープン当時は長崎屋柏店（現在：ドン・キホーテ柏駅前店）に隣接する位置）に「マルイ館」をオープンした。[57][注釈 8]これに伴い、従来のビルは専門店の「ファースト館」として営業した後、「柏VAT」としてリニューアルされ、「マルイ館」との2館体制となった。前述のとおり、「柏VAT」は若者向けの商品に特化しており、かつては商品を購入すると付いてくる買い物袋（通称「VAT袋」）を持つことが、周辺の中高生の流行でもあり、1つの特徴でもあった。
  - 2016年（平成28年）4月20日：「マルイ館」（二番街商店街付近の建物）を一時閉鎖。2館体制から単独店舗となる。
  - 2016年（平成28年）4月28日：「柏VAT」を、「柏マルイ」にリニューアル（このリニューアル工事に伴い、「柏VAT」の大部分のテナントは2016年2月までに閉店。3月から「柏マルイ」リニューアルまでは、「柏マルイ」以降も営業を継続する店舗だけで、規模を縮小した営業であった）。
  - 2016年（平成28年）10月27日：旧「マルイ館」（二番街商店街付近の建物）をリニューアルし「柏モディ」として開業。
  - 2025年（令和7年）7月27日：柏マルイ閉店[22]。なお、専門店街のファミリかしわと、柏モディは営業を継続する。

### 東京都
戦前、東京都内に数店舗、クレジット専用センター（現在の“ゼロファースト”店舗とは別組織）として八重洲、新橋、赤羽など数店舗があった。
中野区

丸井中野本店（2006年12月撮影）

- 中野本店（A館・B館）（中野区中野3-34-27[28]）
2007年（平成19年）8月26日閉店、建物を一旦取り壊して跡地に本社関連施設を建設予定であったが、地元の陳情を受け、店舗と本社機能オフィスの複合ビル建設に計画を変更[広報 10] し、上記の「中野マルイ」として2011年（平成23年）1月28日に営業を再開した。
大丸ピーコック中野店も休業扱いだったが、中野マルイ開業時に「ピーコックストア@中野マルイ」として営業再開。
メガネ売場は「良眼工房byOIOI」として中野5丁目・サンモール商店街内に一時移転し、中野マルイ内に再移転。
旧B館跡地には中野ツインマークタワーが建設されたため、旧A館跡地のみでの営業となる。
- 新井薬師前駅前店
大和銀行新井薬師出張所→現在は、GAIAに。1960年（昭和35年）4月開店、1966年（昭和41年）7月閉店。

豊島区
- フィールド池袋店（旧丸井池袋スポーツ館）
閉店後はマルイシティ池袋の5階に入居していた（その後閉店）。元の場所はビックカメラ池袋西口店に。
- インザルーム池袋
1994年開店。2007年（平成19年）8月19日インザルーム新宿本店（当時）に統合、閉店。現在はヴィクトリア池袋西口店とエルブレス池袋西口店となっている。
- 池袋ゼロファースト
西武の高速バス窓口となり、OKI製ATMは高速バス乗車券販売機に取って代わられた。
- 池袋東口店（豊島区南池袋1-16-18[58]）
1970年（昭和45年）2月28日開店。1977年（昭和52年）1月31日閉店。
- 池袋西口店
1963年（昭和38年）3月開店。丸井ニュー池袋西口店が開店後は、池袋西口丸井スポーツ館を経てFIELD（フィールド）池袋店になり、その後2002年2月28日にマルイシティ池袋B1Fへ移転のため閉店。跡地には9月19日にビックカメラ池袋西口店がオープン[59]した。
- 池袋マルイ（旧マルイシティ池袋）（豊島区西池袋1-16-3）
1977年（昭和52年）2月に「丸井ニュー池袋西口店」として開業。売場面積12,170㎡。 1970年 - 1976年頃の池袋には、「丸井ニュー池袋西口店」が開業する以前に、旧「丸井池袋西口店」（東武百貨店の前。）と共に、「丸井池袋東口店」（1970年2月開店、1977年1月閉店。西武百貨店の並び。）と、池袋<西口> <東口>に丸井の店舗があった。「丸井池袋東口店」が存在した場所は、南池袋の「びっくりガード」付近。2021年8月29日をもって閉店。

板橋区
- 成増店（板橋区成増2-21-2[60]）
成増名店街ビルにテナントとして入居していた。丸井退店後ビルは建て替えられダイエー成増店（2019年12月閉店）となった。1962年10月13日開店、1983年6月閉店。現在は、MEGAドン・キホーテ成増店になっている。

新宿区
- フィールド新宿店（初代。現店舗とは違う場所にあった）
フィールド閉店後「マルイワン新宿」となるが、「マルイワン新宿」はマルイヤング新宿内5階 - 8階に移転。外装はそのままに「コメ兵買取センター」となる。
- マルイシティ新宿（新宿区新宿3-30-16[28]）
2009年4月24日、新宿マルイアネックスに改称、9月18日に内装完成しリニューアルオープン。
- 新宿マルイワン（旧マルイシティ新宿-2）（新宿区新宿3-5-6[28]）
新宿マルイワンとしてリニューアルオープン。2013年（平成25年）9月25日を以てマルイアネックスと統合する形で閉店。
- マルイヤング新宿、マルイワン新宿（マルイヤング内5階 - 8階）
新宿マルイカレンとしてリニューアルオープン（その後は後述）。マルイワン新宿は新宿マルイワンとして、マルイシティ新宿-2跡に移転。
- 高田馬場ゼロファースト
郵便貯金「高田馬場駅前出張所」とともに撤退。現在は「眼鏡市場」に。
- 新宿西口ゼロファースト
西新宿1丁目：国際証券→ゼロファースト→廃止→セブン-イレブンに。
西新宿7丁目：加藤ビル内→りそなクイックロビーに。
- インザルーム新宿本店（新宿区新宿3-1-20[28]）
2004年1月に閉店したヴァージンメガストア新宿店の建物に開店。2010年（平成22年）2月28日閉店。跡地にFOREVER 21が出店。
- 新宿マルイカレン（旧マルイヤング新宿）（新宿区新宿3-18-1[28]）
ヤング→カレン改装時にリニューアル、屋上壁面のOIOIロゴも現行デザインになり設置位置も変更したが、2012年（平成24年）3月25日に閉店した。閉店後は丸井がビル管理者となる「丸井新宿東口ビル」としていたが、2016年9月末で約130億円で売却した。なお、丸井新宿東口ビルに出店している テナントについては、基本的に当面は営業を継続する方針だという。
- マルイカレン別館（中野ビル1階）
STUSSYを取り扱っていた。2009年11月にリニューアル。マルイカレン閉館と同日に撤退し、STUSSYのショップ自体は新宿3-23のヤマダ電機LABI新宿東口館の隣のビルに2012年（平成24年）4月21日に移転オープン[注釈 9]。
- 新宿駅前店
新宿進出1号店。1948年（昭和23年）9月開店。1962年（昭和37年）9月、新宿店（後のマルイカレン）開店時に統合閉店。
- 新宿西口店
新宿進出3号店。1958年（昭和33年）4月開店。新宿店（後のマルイカレン）開店時から2年後の1964年（昭和39年）7月、統合閉店。
- 新宿三光町店
新宿進出2号店。1973年（昭和48年）5月閉店。中野輸送新宿配送センターを経て、新宿インテリア館A館・B館として再度店舗化。1950年（昭和25年）7月、「丸井新宿三光町店」として開店→1967年（昭和42年）3月20日、「丸井新宿家具電化センター」に店名変更→1973年（昭和48年）5月に閉店。

渋谷区
- マルイヤング渋谷（渋谷区神南1-22-6[28]）
マルイジャムに名称変更の後、シティ渋谷が渋谷モディにリニューアルするのにあわせ、渋谷マルイに名称変更。
- マルイワン渋谷（旧インザルーム渋谷店）（渋谷区神南1-21-3[28]）
現在は改装されニトリ。ニトリの旗艦店が出店となっている。
- マルイシティ渋谷
1976年開業、当時は小規模店舗で「丸井渋谷店インテリア館」だったが、1985年のリニューアルとともに増床開店をし、「丸井渋谷店本館」となり、1998年の改装後、「マルイシティ渋谷」となる。2015年4月19日を以て一時閉店となり、同年11月19日に渋谷モディとしてリニューアルオープン。

目黒区
- インザルーム自由が丘[28]（旧自由が丘店[11]）（目黒区自由が丘2-11-12[11]）
1955年（昭和30年）11月開業[7]。
2棟ある建物のうち1棟はパチンコ店として利用されているが、もう1棟は現在、日能研自由が丘校となっている。
- 玉電大橋店
玉電の大橋電停前にあった。のちに丸正食品目黒大橋店が入店したが閉店・建物の解体を経て成城石井池尻大橋店などテナントも入居するマンションになっている。1963年（昭和38年）10月開店、1969年（昭和44年）7月閉店。

杉並区
- 高円寺店
創業当時から存在した店舗。主に家具を扱った。1956年11月開店。 1970年（昭和45年）12月頃、中野本店に統合、閉店。
- 西荻窪店  
1948年（昭和23年）4月開店。1968年（昭和43年）12月、閉店。

世田谷区
- 下北沢店（世田谷区北沢2-15-14[11]）
下北沢店として開店、末期は新宿店の分館（「丸井新宿店下北沢館」）。閉店後はマルイアウトレットストア「下北沢オルタネイトキングダム (Altern8Kingdom)、「J-CREW」下北沢店などを経て「final index下北沢」として営業していたが、2008年（平成20年）9月28日に閉店。1949年（昭和24年）9月開店。1968年（昭和43年）8月末、全館新開店。1982年（昭和57年）2月、「丸井新宿店下北沢館」に店名変更。1982年（昭和57年）12月閉店。

品川区
- 大井町店（品川区東大井5-201[28]）
有楽町マルイ開店に伴い2007年（平成19年）8月31日閉店。「男の館」と「女の館」の二棟に分かれ、渡り廊下で結ばれていた。閉店以前から店舗を縮小して営業しており、「女の館」一階はテナントとして西友丸井大井町店が入居していた。丸井は閉店したが西友は大井町店に改称し営業を続けている。丸井に代わって両棟ともヤマダ電機の都市型店舗「LABI品川大井町」となった。旧「男の館」が「住まいる家電館」、旧「女の館」が「AV・デジタル館」となっている。
- 西小山店  
1957年（昭和32年）3月開店、1968年（昭和43年）7月閉店。
- 荏原店  
1963年（昭和38年）6月開店、1969年（昭和44年）12月閉店。

大田区
- 蒲田店（大田区西蒲田7-3-3[11]）
1968年（昭和43年）9月開業[7]。
1989年、大井町店開店に伴う移転閉店。蒲田東急プラザアネックスを経て改装され、現在は、ドン・キホーテJR蒲田駅前店。

武蔵野市
- 吉祥寺北口店
スクラップアンドビルド第1号となった小型店。1963年（昭和38年）2月開店、1966年（昭和41年）1月閉店。
- 無印良品館（旧丸井キャンバス吉祥寺）
1993年から1997年1月までヤングカジュアルなレディースブランドなどを取り扱った丸井キャンバス吉祥寺店で、、1997年2月に改装オープンとともに無印良品を取り扱った丸井オリジナル専門店無印良品館がオープンしたが、2013年9月のリニューアルオープンに伴い本館の6階に無印良品が移転をし、現在はドン・キホーテ吉祥寺駅前店となる。

三鷹市
- 三鷹店
1960年（昭和35年）3月開店、1970年（昭和45年）12月閉店。

立川市
- マルイミニ立川（旧立川店）（立川市曙町2-7-17[11]）
2007年（平成19年）8月12日閉店。その後、立川モディとしてリニューアルオープンをしたが、2012年5月27日をもって閉店をした。そのあとの2012年8月30日にロフトがオープンをし、新・立川ロフトとなったが2019年5月下旬に閉店。2020年1月18日に薬局のウェルパークやしまむらなどの入った雑居ビルのイイノ立川に改装した。

日野市
- 豊田店
1961年（昭和36年）10月開店、1970年（昭和45年）12月閉店。

八王子市
- 八王子店（A館・B館）（八王子市旭町2-5[11]）
2004年（平成16年）1月12日閉店。スポーツクラブやパチンコ・ゲームセンター、旅行代理店などの娯楽関連ビル「八王子ツインタワー」A館・B館に改装。

町田市
- マルイビィ町田（町田市原町田6-2-6[28]）
町田モディとしてリニューアルオープン。

### 神奈川県
- 横浜関内店
横浜店馬車道館、イセザキ館。後者が先に閉館。馬車道館はマンションに建て替え。イセザキ館は改装され、マタハリーが運営するパチンコ店に。7階・8階には、2001年（平成13年）1月から2007年3月末まで、横濱カレーミュージアムが入居していた。
1965年に横浜伊勢佐木町店を出店。その後1980年5月22日に関内駅を挟んで向かい側に馬車道館が開店し2館体制となる。伊勢佐木町店はヤング館を経て後にイセザキ館に改称。1990年代末にイセザキ館閉館後馬車道館単独での営業となったが2000年に閉館、馬車道館の近くに有った丸井の駐車場も閉鎖・解体された。
- 戸塚店（横浜市戸塚区戸塚町10[28]）
1986年（昭和61年）11月1日開業[7]（ビル名称：ラピス戸塚1）。
2006年（平成18年）9月閉店。「まるい食遊館」、レストラン街は営業継続、それ以外のフロアは、戸塚モディとしてリニューアルオープン。
- 横須賀館（横須賀市若松町2-4[61]）
1966年（昭和41年）2月25日、千日通沿いに後の別館が開店。1階 - 3階が丸井、4階 - 7階は2スクリーンの映画館や軽飲食店が入居していた[62]。映画館は後に5スクリーンまで増設されている。1975年（昭和50年）5月、中央大通り沿いに本館が開店。現在はともに雑居ビルとして利用されている。
- 藤沢店（藤沢市藤沢559[63]）
1979年（昭和54年）9月20日開業[7]。2006年（平成18年）2月28日閉店[64]。
さいか屋藤沢店旧店舗に出店。跡地は、2006年（平成18年）8月4日にビックカメラ藤沢店が開業[65]。
地下1階には、地元の要望で食料品専門店・さいか屋「藤沢マーケット店」が開店[66]。藤沢マーケット店は1993年（平成5年）11月にディスカウント業態のさいか屋「ザ・マーケット藤沢駅前店」となった後[67]、丸井閉店後の2006年（平成18年）3月20日まで営業していた[66]。
- 厚木店（厚木市中町2-4-13[11]）
1969年（昭和44年）8月開業[7]。1974年（昭和49年）10月、全館開業。
閉店後、建物は改装され無印良品になるも、2002年（平成14年）に閉鎖。居酒屋などが入居する雑居ビルに。
- 小田原店
1968年（昭和43年）3月開業[7]。2002年（平成14年）3月閉店。
本館、インテリア館→VOX館。後者が先に閉鎖。VOX館は居酒屋などが入居する雑居ビルに。屋上看板「CICI」の跡は2020年1月時点でも残っている。
- 川崎店（川崎市川崎区日進町1-11[28]）
1988年（昭和63年）3月開業[7]。2018年（平成30年）1月14日閉店。
川崎ルフロンに川崎西武、43の専門店と同居して開店[68]。開業時は地上1階～9階を売場とし[68]、売場面積は13,500㎡[68]。しかし、川崎西武は売上不振で2003年8月10日に閉店。川崎店も売上の減少が続き、2008年と2011年に段階的に売場を縮小[69]。2018年1月14日閉店した。後継として、ヨドバシカメラ、ライフ、カワスイ 川崎水族館などが入居[70]。売上高45億円（2015年度）。

### 静岡県
静岡県下の店舗は全て昭和40年代に開店。丸井の店舗の中でも古参であり、約20年近く浜松店が最西の時期があった。1990年代に入り一気に店舗の淘汰が行われたが、そのうち浜松店及び清水店の閉鎖は静岡店に経営資源を集中（前述のスクラップ・アンド・ビルド戦略の一環）するためであったとも言われている。
- 沼津店（沼津市大手町86[11]）
1966年（昭和41年）9月開業[7]。2004年（平成16年）5月閉店。建物老朽化と採算を理由に閉鎖。建物は解体済。跡地はホテルに。  清水店→静岡店清水館跡地ビル（2012年10月撮影）

清水店→静岡店清水館跡地ビル（2012年10月撮影）

- 清水店（清水市→静岡市清水区真砂町3-1[11]）
1969年（昭和44年）2月開業[7]。2001年（平成13年）1月閉店。「静岡店清水館」を経て閉鎖。建物（青果業の華月園との共同所有「丸井・華月園共同ビル」。丸井閉店後丸井所有分を華月園に売却、その後は華月園ビルに）は改装されシダックスを経て、2016年に建物解体。跡地は旧浜松店同様に結婚式場となる予定（2017年2月時点）。
清水店の11km西に位置する静岡店は大規模小売店舗法（大店法）を根拠とする出店調整から増床が不可能であった。当時の静岡市は出店調整に大きく影響を及ぼす商業活動調整協議会（商調協）の勢力が強く、大型店が出店しにくい地域であった。清水店は売場面積の小さい静岡店の別館的存在でもあったと言われており、静岡店で取り扱えなかった商品は清水店で扱っていた。大店法廃止とともに商調協が解散した後は、清水店で扱っていた商品の大半が増床した静岡店へ移され、清水店は規模を大幅に縮小（6階建ての建物のうち、売り場を1階・2階のみとし3階以上は閉鎖）して「静岡店清水館」となった。その後2001年（平成13年）1月に完全に閉店した。
- 浜松店（浜松市（中央区）鍛冶町220-6[11]）
1974年（昭和49年）8月開店、建物老朽化と採算を理由に1994年（平成6年）7月閉店、店舗面積は8111m2。建物は解体済。跡地に建設されたビルには低層階にコンプマート（後にエイデンに業態変換）が入居、三階以上はビル管理会社が運営する有料駐車場という構成となった。2009年3月にエイデンが撤退。現在その跡地には結婚式場が入居している。浜松店の建物には、当時の丸井店舗では初となるシースルーエレベーターが設置されていた。
- 静岡マルイ（旧丸井静岡店 A館）（静岡市（葵区）御幸町6-10[28]）
店舗自体は1969年（昭和44年）9月開業[7]。かつてB館として営業されていた一部に6階建ての店舗として開業。売場面積7,920m2。取扱高31億円（2017年度、ただし静岡モディとの合算）。
1994年（平成6年）2月、旧館裏手に新築された9階建てのA館が、また1995年（平成7年）2月[広報 11]、旧館に隣接する敷地にB館がそれぞれ完成。旧館を一旦営業休止し解体。その後旧館部分を建て替え、既に完成していた部分と合体させ「新・B館（愛称：けやきプラザ）」が完成しグランドオープン。のち現在に至る[71]。
完成当時は新ロゴのひとつとして「MARUI」を採用（ほぼ同時期に移設開店した水戸店・柏店、新規開店した草加店も同様）。またA館とB館の間の道を「けやき通り」と命名、A館建設と同時に街路整備を行うなど、周辺と一体化した整備を行った。
  - 2016年、B館を一時閉鎖の上、11月19日に「静岡モディ」としてリニューアル。同時にA館を「静岡マルイ」として単独店舗化[広報 12]。なお、これに合わせて店舗外観のロゴも「MARUI」から「OIOI」マークへと、一部を除き変更されている（2016年11月時点）。
  - 2021年3月28日に閉店[広報 5][20]。ただし、旧静岡マルイB館の静岡モディは営業継続している[20]。これによりモディ業態を除いて丸井の店舗は静岡県内から消滅した。旧静岡マルイA館は2023年3月にエーツー（2019年に丸井と資本業務提携を結んでいる）が取得し、夏より本社（4階 - 9階）兼駿河屋旗艦店（1階 - 3階）となる予定[72][73]。

静岡マルイ（営業当時のもの）

### 愛知県

インザルーム名古屋（2009年1月撮影）

- インザルーム名古屋（名古屋市中区栄3-27-1）
三井不動産が開発した商業ビル「WV SAKAE（ウーブ サカエ）」のキーテナントとして2007年（平成19年）1月20日にオープンしたが[広報 13]、2009年（平成21年）6月28日閉店。エポスカードのATMコーナーも撤退した。閉店後は改装され、同年10月から2016年8月までユニクロ名古屋栄店が入っていた。現在はサッポロ不動産開発の管理によりビル名が「SAKAE PLACE（サカエプレイス）」に改名され、ポッカサッポロフード&ビバレッジ本社及びサッポロビール東海北陸本部を中心として各種テナントが入居している[74]。

### 京都府

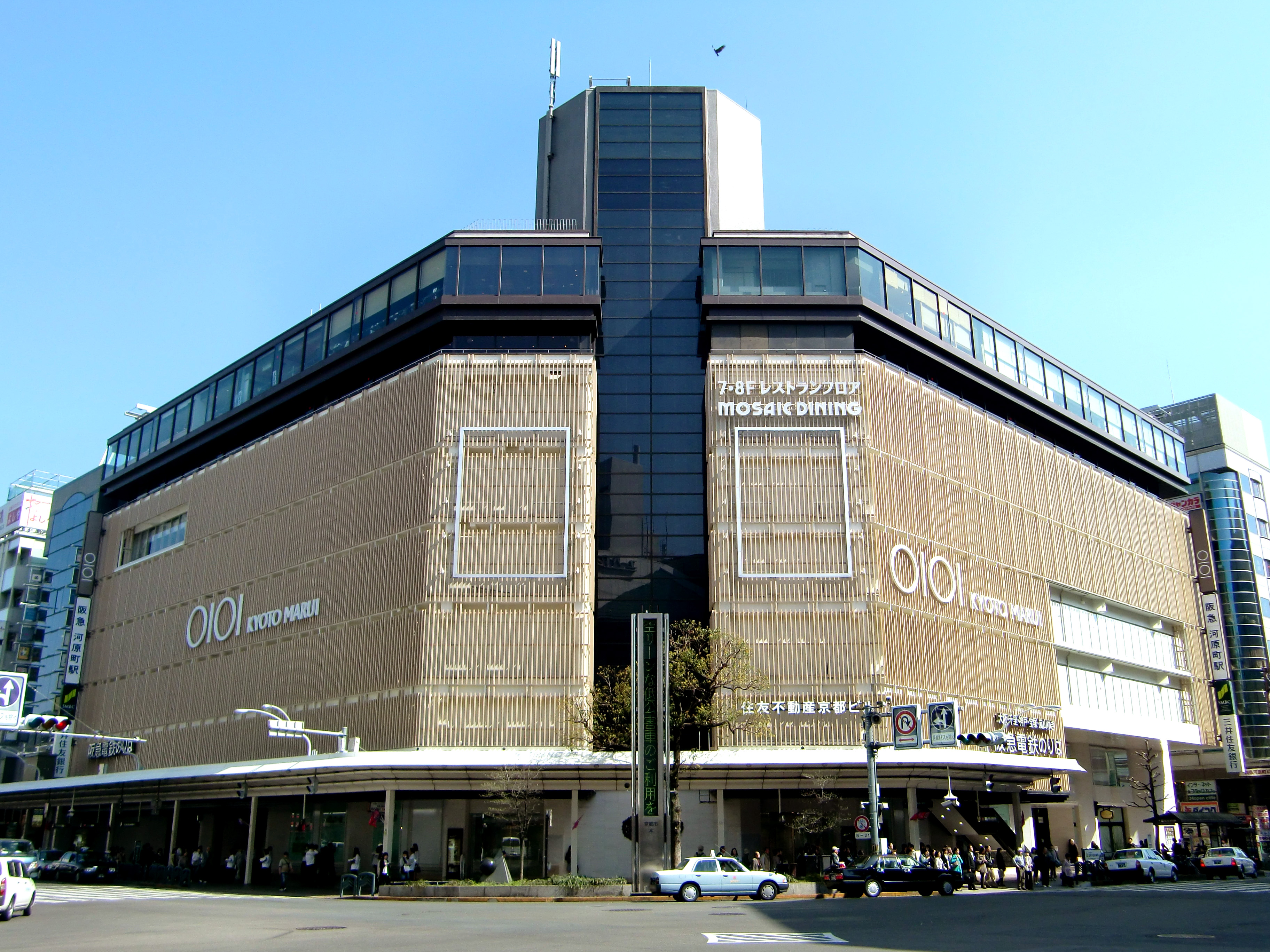
京都マルイ

- 京都マルイ
2010年まで四条河原町阪急があった京都住友ビルのキーテナント（1階 - 6階）として、2011年（平成23年）4月27日に開業。住友不動産との契約満了により、2020年（令和2年）5月末に閉店予定だったが[75]、新型コロナウイルス感染症の流行に伴い、同年4月8日に臨時休業し、そのまま5月12日に閉店[広報 4]。

### 実現しなかった店舗
- 高槻店
準備室のみ存在。JR高槻駅前の再開発ビル（現在のアクトアモーレ）に出店予定であったが、その後出店を辞退。

### 九州進出
2013年、日本郵便がJR九州と手を組み博多郵便局と近隣地域を一体で再開発することを決定したが、その再開発ビルのひとつである「KITTE博多」に丸井が核テナントとして入ることとなり、九州への進出を果たすこととなった。この決定以降、福岡県内の民放テレビ5社でもテレビCMを放送するようになったが、店舗開業までまだ時間を要することから、当初は将来の顧客確保という観点も含めて、内容はハウスクレジットカードの「エポスカード」とネット通販のみとなっている。
2014年に入り、開店に向けた準備室を博多区の奈良屋町に設けた。またエポスカードがハウステンボスと提携し、「ハウステンボスエポスカード」を発行、これに先立ち2013年の段階から長崎地区でもエポスカードのCM放送を始めた。店舗名は、2015年7月23日に、コミュニティサイトで一番意見が多かった「博多マルイ」とすることに決定した。なお、博多出店時の報道で、九州内ではほかに熊本市や北九州市への出店を検討していることを明らかにしている。

### 店舗網拡大の経緯
かつては同業の緑屋（現在：クレディセゾン）との「出店競争」があり、関東圏から東北方面へ店舗網の拡大を目論んでいた時期があった。その際に東北進出の足がかりとして、郡山店を開店させた。
また緑屋が当時進出していなかった東海道方面（静岡県）へは、緑屋進出前に先手を打つという考えから沼津、清水、静岡、浜松の順で4店舗を時期をおいて開店させたという経緯があったといわれている。そのうち静岡店においては、自治体・商店街・出店企業が出店をめぐって調整・協議する場である「商業活動調整協議会」の力がたいへん強かったことから、店舗面積にも大変厳しい注文がつけられた。結果として極めて狭小な店舗での出店を余儀なくされ、隣接する清水店（当時の清水市ではここまで過激な反応はなく、むしろ出店を歓迎されたとも言われる）を増床し、静岡店で扱えない商品を清水店や後に開店する浜松店（こちらも静岡店と違いかなり余裕のある床面積であったといわれる）にて展開していたという。
しかし、東海道線エリアでは戸塚・藤沢・小田原といった神奈川県内の店舗を含んで、浜松、清水、沼津は既になく、東北エリア唯一の店舗であった郡山店も閉鎖するなど、かつての店舗拡大も大きく軌道修正が図られている。このほか首都圏都市部以外の出店として、熊谷、前橋といった高崎線エリアや、宇都宮などの栃木エリアにも進出の実績があるが、すべて閉鎖されている。
現在では本拠の首都圏において、南関東のターミナルを中心とした店舗展開を行い、同時に首都圏を脱し京阪神へ進出、また一時期は関連事業を名古屋においても展開するなど、西日本での店舗展開も進めるという「2つの流れ」を見て取れる。

## ネット通販
- マルイウェブチャネル
2006年9月開設。自社運営のECサイト。
- マルイ楽天市場店
2010年12月17日開設。
- Wowma! Brand Square
2017年2月20日開設。

## 自社ブランド・外部出店
丸井が展開している自社プライベートブランド及びショップは下記の通りである。
- ビサルノ（VISARUNO、メンズビジネス）
- アールユー（ru、レディス）
- マルイモデル（OI MODEL、旧ヤングL、大きいサイズ専門レディス）
- ヴェリココ（velicoco、レディス靴）
- レッドシューズ（Red shoes、レディス靴）
- フォードットウォッチ（4 DOT WATCH CO.、時計）
- スタジオゼロワン（STUDIOI、レディスシーズン&オケーション）
- 良眼工房（メガネ）
- まるい食遊館（食品）
- フィネステリア（Finesteria、メンズギフト・デイリーグッズ）

など。

### かつて展開していたブランド・ショップ
- タスタス（tasse tasse、レディス）
- インザルーム（in The ROOM、インテリア）
- オンボード（on board、メンズカジュアル）
- ナルーカ（Nalu:ca、サーフ）
- シャンデリーク（chandelique、アクセサリー）
- フォーハートジュエリー（Four Heart jewelry、アクセサリー）
- アイスクエア オプティーク（OPTIQUE、メガネ）
- ジュール アン ジュール（jour en jour、アクセサリー）
- ココニー（coconie、ファッション雑貨）
- ウェルト（W・E・L・T、紳士靴）
- クロスドロワー（Cross Drawer、複合専門店）

### 外部専門店
2000年のTOKYO-BAYららぽーとへの出店を皮切りに、自社ブランドの専門店を丸井やモディだけではなく、グループ外のららぽーとなどのショッピングセンターにおいてテナントとして出店したり、単独店舗で出店したりするケースがある。
テナントにおいても出店や業態変更、あるいは撤退を頻繁に行っている。中でも、仙台フォーラスに展開していたテナント5店舗は2009年8月までに全て撤退したほか、初の出店であったららぽーとTOKYO-BAYのテナントも、業態変更等を経て2019年に撤退した。

#### 南関東エリア
- ららぽーと立川立飛：マルイのシューズ
- ららぽーと湘南平塚：マルイのシューズ
- 柏モディ：ザッカセレクトバイマルイ
- 戸塚モディ：まるい食遊館、ザッカセレクトバイマルイ

#### 仙台エリア
- 仙台パルコ2：マルイのシューズ

#### 東海エリア
- イオンモール木曽川：ラクチンきれいシューズ Fit Studio

#### 九州エリア
- アミュプラザおおいた：マルイのシューズ

### アウトレットストア
自社ブランドを特別価格で提供する「マルイアウトレットストア」も各地で展開している。
- マルイアウトレットストア：三井アウトレットパーク 多摩南大沢、三井アウトレットパーク 入間

閉店したアウトレットストア
- final index下北沢（旧丸井新宿店下北沢館。ロゴの「a」と「d」はそれぞれ「OI」と「oI」で表され、「OIOI」ロゴと掛けている。2008年9月28日閉店）
- マルイアウトレットストア アクアシティお台場（2010年（平成22年）2月21日閉店）、三井アウトレットパーク 横浜ベイサイド、三井アウトレットパーク 倉敷、グランベリーモール
- VISARUNO・RU OIOI 仙台泉プレミアム・アウトレット（2010年（平成22年）9月20日閉店）、神戸三田プレミアム・アウトレット（閉店時期不明）、あみプレミアム・アウトレット、佐野プレミアム・アウトレット
- Red shoes tokyo OIOI 三井アウトレットパーク 仙台港（2010年（平成22年）9月26日閉店）
- マルイのシューズ アウトレット：那須ガーデンアウトレット

## 丸井のクレジットカード

### 日本初の「クレジット」
丸井を語る上で欠かせないのが、クレジットカード「赤いカード（初代）・1975年発行）」の存在である。
丸井はもともと月賦百貨店（割賦販売による月賦払いを中心とする小売店）であった。1960年（昭和35年）に日本で初めて「クレジット」という名称を用い、アメリカから機器を輸入し「クレジット・カード」「クレジット・プレート」の発行を開始した。これは今日のクレジットカードと同一のものではなく、上顧客への月賦払いの完済証明書のようなもので、完済すると発行され、次回の買い物時に回収された。したがってこのクレジットカードは、「クレジットカード」の名称は使用しているが、機能的にはクレジットカードではなかった。このカード、プレートは、販路拡大にも貢献した。ちなみに同じ1960年末に日本ダイナースクラブが設立され、1961年からJCBとほぼ同時期に本格的なクレジットカードを発行を開始している。丸井では1972年9月の「クレジットメンバーズ」制度発足と同時に、クレジットカード『丸井クレジットメンバーズ』の発行を開始。1975年9月に『丸井クレジットメンバーズ』に替わる、丸井の新しいクレジットカード『赤いカード（初代）』の発行を開始している。『赤いカード（初代）』発行開始当時の1975年 - 1976年頃は、既存の『丸井クレジットメンバーズ』も引き続き利用出来た。1977年夏頃から『丸井クレジットメンバーズ』→『赤いカード（初代）』への取り替えが開始された。
当時は口座振替による返済のシステムもなく、支払い方法は丸井の店頭で直接支払うか、集金員に直接支払うシステムのみであった。自動引落による返済が一般的になった現在でも、セゾンカード（2010年8月廃止）や百貨店のクレジットカード同様に、店頭のカードカウンターへ出向いての返済が可能である。

### ハウスカードから国際ブランドへ
長らく丸井グループと丸井店舗周辺の加盟店のみ扱えるハウスカードの立場を固持してきたが、1991年（平成3年）にDCカード及びJCBと提携・一体化した「エムワンカード」（M1カード）を発行する。世界中のVISAまたはJCB加盟店で利用できるようになったが、その分リスクが大きくなることから入会審査が厳しくなり、また支払回数の制限などもあり、あまり発行されずに終息した。
1994年（平成6年）にハウスカードの名称を「マルイカード」に変更したが、2000年（平成12年）に元の「赤いカード」に戻した。
2001年（平成13年）にクレディセゾンとの提携によって、赤いカードとセゾンカードを合体した『赤いカード《セゾン》』を発行開始した。このカードはスイッチカードという提携カードの一種で、利用加盟店が赤いカードの加盟店か、セゾン及び付加国際ブランド（VISA・MasterCard・JCB）の加盟店かによって、請求が丸井からの分とセゾンからの分に分かれて来るものであり、さらに支払方法や請求サイクルも全く別であるなど、悪い意味で「一枚二役」のカードであった。
2004年（平成16年）10月にはカード事業を分社化し連結子会社の株式会社マルイカードを設立し、VISAのスペシャルライセンシーを取得。2006年（平成18年）3月に長年に亘って親しまれた「赤いカード」に代わり、社内公募によって決定された「エポスカード」（EPOS CARD）を新ブランド名として採用。ハウスカードから脱し、VISA付帯で汎用性を高めたICクレジットカードへと衣替えした。同時に社名も株式会社エポスカードへ変更されている。

### キャッシング
1981年に赤いカードでキャッシングサービスが開始。現在ほとんどの「赤いカード」・「エポスカード」で融資枠が設定されており（20歳未満および65歳以上、安定した収入がない人はショッピング専用カードとして発行）、グレーゾーン金利上限に迫る高利のキャッシング利息収益で長い間本業の（分社化した現在は連結）収益の一大部分を占めている。
丸井のカードは店舗従業員のノルマ達成のため、無職者や学生、低所得者層でも店頭で容易に発行されてキャッシングに使えることから、借り逃げなどの貸倒件数・金額によってはその年の業績にマイナス影響を与えるものとなり、「小売店の顔をした消費者金融」と呼ばれることもしばしばある。実際に、グレーゾーン金利撤廃以前のクレジット・消費者ローン事業の営業利益額は物販事業の営業利益額を大きく上回っていた。また、カード勧誘のための「丸井のカードはお持ちですか？」のフレーズは丸井店舗での買い物精算時のいわばお決まりの儀式となっており、その勧誘行為のエスカレートがカード嫌いの層等から丸井での買い物を遠ざける一因ともなっていた。しかし最近では、提携カード化にともなう発行基準・与信の厳格化により以前のような無秩序なカード発行はなく、また、丸井内部での評価制度の見直しなどから、こうした行き過ぎ感のある勧誘などもほとんど姿を消した。

## 丸井商品券
丸井全店舗と関係各店で利用可能な自社商品券。
2025年3月16日に販売を終了したが、引き続き店舗での利用は可能となっている。 

## 雇用体系
2003年に、管理職以外のプロパー社員ほぼ全員を丸井子会社に転籍させ賃金改定する大胆なリストラを実行。丸井の各ショップで働く従業員は、丸井に属さず取扱商品やサービスに応じた販売子会社から「派遣」される（労働法上の人材派遣とは異なる）形態をしばらくとっていたが、現在は、一部の子会社でのプロパー採用社員を除き、持ち株会社「丸井グループ」に再び人員と雇用を集約したうえで、旧販売子会社を祖とする後述の社内カンパニーでの勤務（店舗での商品販売など）をする形となっている。

### 従業員の転籍施策に纏わる諸問題
在籍社員の95%（5,100名：当時）を子会社に転籍させ、消費者ニーズに応え専門性を高め、経営資源の選択と集中を図るという大英断は、実施当時、株主や経済界からは一定の評価を得ると同時に、人件費の高騰と売上減少に悩む小売業界関係者から大いにその成否が注目された。しかしその一方で、この改革を前後に発生した出向と転籍を繰り返す雇用形態の変更、それに伴う人事制度・給与体系等の度重なる見直しによる混乱、完全成果型報酬体系がもたらす極端な年収のアップダウンにより生活設計が立てにくくなったことなどを理由に、旧来の丸井時代から会社を担っていた正規従業員らのモチベーション低下と多数の優秀な人材の外部流出を招いたといわれる。
当時の運営形態は各販売子会社と丸井本体との「業務委託契約」によるアウトソーシングの形であったが、実体として販社社員に対し丸井本体の管理職（店長・副店長など）が直接指揮命令を行っており、これが、いわゆる偽装請負にあたっていた可能性がある。もっとも、これは派遣法の理解不足や見解の相違がもたらした結果であり、製造業等で多発していたような最初から故意に違反行為を承知で実施した施策ではなかった。また、実際に勤務していた販社社員にはこういったビジネスモデル的な説明は転籍に際して事前にほとんどされておらず、それまでの勤務形態と比較してなんら変化を感じるものではなかったため大きな問題にはならなかった。なお、事務代行を主なサービス領域とするマルイスマートサポートなど一部の子会社を除き、丸井本体及び販売系子会社は一般・特定を問わず労働者派遣事業の許認可取得・届出はしていない。
その意味では、今回の雇用形態の再転換は事業再編による組織力の強化という目的の他に、こういった諸問題の解消という狙いが含まれていたと推測される。一部の革新系政党や労働団体まで巻き込んで議論がなされた一連の転籍騒動については、現在まで、当時の関係者も含め失敗であったと認める発言等は公式の場では見られない。一説には、この施策に不満を持ち早期退職していった人材数が会社側が当初想定していたものより遥かに多かったという現実に当時の青井忠雄社長が激怒し、施策の推進に大きく関与した関係役員を更迭したといわれるが、その因果関係は定かではない。しかし、“失われた5年間”に浪費した貴重な時間・資金、そして何より従業員のモラールダウンにともなう販売力の低下という大きな損失を招いてしまったことは否めない。同業他社を含めた大手小売業でこの改革に追随した企業はなかった。

## 関係会社
株式会社「丸井」及び持株会社「丸井グループ」内における、社内カンパニーと関係は以下のとおり。小売事業の他、グループの他の2事業についても触れる。
小売事業
- 株式会社丸井（丸井店舗事業）
- 2008年（平成20年）10月1日付で下記小売事業各社は全て社内カンパニーとして株式会社丸井に統合された。尚アウトレット・催事部は株式会社丸井の一部門から社内カンパニーに移行された。
  - パレット（旧株式会社マルイパレット、婦人雑貨などの製造・販売）
  - エムズモード（旧株式会社マルイエムズモード、紳士靴・紳士雑貨などの製造・販売）
  - ファッションナビ（旧株式会社マルイファッションナビ、婦人服などの製造・販売）
  - アクセス（旧株式会社マルイアクセス・株式会社マルイフォードットウォッチ、ジュエリー・メガネ・ウォッチなどの製造・販売）
  - フィールド（旧株式会社マルイフィールド、スポーツアイテムなどの製造・販売）
  - インザルーム（旧株式会社インザルーム、家具・インテリア雑貨などの製造・販売）
  - シーズニング（旧株式会社マルイシーズニング、食料品の販売・レストランの運営）
  - ヴォイ（旧・株式会社マルイヴォイ、Eコマース・通信販売事業）
  - アウトレット（旧アウトレット・催事部、店外催事およびアウトレット店舗の運営）

カード事業
- 株式会社エポスカード（赤いカード事業）
- 株式会社エムアールアイ債権回収（債権回収事業）エポスカード・ゼロファーストの不良債権の回収も請け負う。
- 株式会社ゼロファースト（消費者金融事業）下記を参照。

小売関連サービス事業
- 株式会社エイムクリエイツ（店装・広告・商業施設運営）
- 株式会社シーエスシー（ビルメンテナンス・給食・警備などのビル管理）
- 株式会社エムアンドシーシステム（情報システム事業）
- 株式会社ムービング（運輸業）引越しや家電量販店の大型家電配達も請け負う。
- 株式会社マルイキットセンター（物流・用度品ピックアップ・商品検品事業）
- マルイスマートサポート - 総務（かつての店内総務）、人材派遣（丸井各店に事務系スタッフを派遣。丸井本体社員の転籍により労働者派遣の形になったもの）、教育
※ヴァージン・メガストアーズ・ジャパンは、2005年（平成17年）3月31日に全株式をカルチュア・コンビニエンス・クラブへ売却。
※マルイ旅行センターは、パシフィックツアーシステムズ（JTB子会社、元セゾン系）へ吸収合併、解散している。

### ゼロファースト
1991年（平成3年）に消費者金融専業会社「ゼロファースト」を設立し、都市部の駅近くや繁華街のビル1階もしくは平屋建てに店舗を構え、ゼロファースト・丸井のカードのほかにクレジットカード・信販会社・消費者金融・郵便貯金カードが扱えるATM（店舗によっては24時間稼働）を複数台設置するなど独自に事業を行うが、丸井のカードによるキャッシング・入金（弁済）も行う点から、丸井店舗が撤退した地域にゼロファーストを出店する傾向があった。
なお、社名の【ZERO-FIRST】からも分かるように、丸井の0101が由来とされている。また、同社は消費者金融事業の他に、以前は当時の中野本店内に入居していたボウリング場（マルイボウル）の管理運営も行っていた。その後、エポスカードの子会社となった。
2006年（平成18年）11月に、丸井がゼロファーストの事業を大幅に縮小すると発表した。これは「貸金業法の改正による逆風やグレーゾーン金利の撤廃により貸付上限金利が引き下げられると、有人店舗の採算がとれなくなる」との判断によるものあった。同社は2014年（平成16年）10月1日にエポスカードに吸収合併され、2015年9月末で新規顧客の受け付けを停止、さらに関東と静岡地区に74あった消費者ローン店舗を段階的に閉鎖（有人店舗46店を順次無人化し、最終的に無人店舗をすべて閉鎖）していった。2018年現在は、エポスATM及びセブン銀行ATMにて返済を受け付けている。

## 海外展開
2007年（平成19年）12月に海外向け通販サイト、MARUIONE.JPが立ち上げられ、日本語・英語・フランス語の3か国語で運営されていた（2018年現在は閉鎖）。「クールジャパン」のコンセプトを基に、ロリータおよびゴシックを含む日本のストリートファッション、漫画・アニメグッズに加え、伝統工芸品なども取り扱っていた。また、同時に立ち上げられた姉妹サイトLiveJでは日本についての情報を提供していた。

## 宣伝活動

### テレビ
丸井はテレビを宣伝媒体として積極的に利用してきた。昭和40年代前後には在京キー局すべてで夜の「スポーツニュース」（当時は5分程度の短いものだった）に番組提供を行い、知名度向上に努めた。日本テレビの『スポーツニュース』（関東のみ、地方によって違うスポンサーが提供）や、『キャッチアップ』（後述）打ち切り後新たに編成された『スポーツホットライン』（TBS）への番組提供がその名残である。
知名度向上とイメージ重視の戦略から、1990年代前半までは在京局や関東独立局のミニ番組に各社延べ102本。 提供（すべて一社提供）していたほか、丸井が進出していた静岡・福島地区でも地元局のミニ番組（ニュースや天気予報など）に提供するケースがあった。
当初提供していた番組には30代以降をターゲットとしたものが多く、中高年の夫妻を紹介する『われら夫婦』『ある日の家族』『この店この味』（日本テレビ）をはじめとして、『あの日あの時』『ヨーロッパ発あなたへ』（フジテレビ）、『スポニチ芸能ニュース』→『世界あの店この店』（テレビ朝日）、『和気あいあい。』『各駅停車世界の旅』（テレビ東京）などがあったが、1980年代中頃に入ってからは20代を主軸に置いた番組（下記参照）へシフトしていくようになり、番組内での丸井とのタイアップ（連動企画）も多くなっていった（これらの番組の大半はスポニチテレビニュース社（当時）が制作を担当することが多かったことから、スポーツニッポンのテレビ欄での番組紹介が昭和50年代前半では多かった）。『われら夫婦』（日本テレビ）は1973年1月1日（元日）に放送開始。開始当初は各社の提供で、丸井一社提供になったのは1973年10月から。1979年3月31日で『われら夫婦』は放送終了。1979年4月から『ある日の家族』（日本テレビ）が放送開始。『ある日の家族』も丸井一社提供で、1980年3月末で『ある日の家族』が放送終了。1980年4月から『この店この味』（日本テレビ）が放送開始。『この店この味』も丸井一社提供で、1985年6月末で放送終了。『われら夫婦』『ある日の家族』『この店この味』は、日本テレビで放送されていた丸井一社提供ミニ番組として視聴者に親しまれた。
若者をターゲットにした主なミニ番組としては、トレンド情報番組『キャッチアップ』（TBS）、当時流行の洋楽ビデオクリップを紹介する『丸井サウンドロフト』（フジテレビ）、ニューヨークのトレンドを紹介する『ニューヨーク情報』（後にスポンサー降板）その他の提供番組は、アメリカのニュース専門CATV局・CNNの最新ニュースを10分弱のダイジェストにまとめて紹介する『CNNヘッドライン』（共にテレビ朝日）、丸井の旅行部門とタイアップした海外旅行のガイド的番組『Zip's』（テレビ東京）、そして最新の洋楽ヒットに乗せ世界のスポーツ映像を見せる「SPOPS」（テレビ神奈川）など。他にもフジテレビでは『丸井サウンドロフト』の後番組として、大学サークルの紹介番組『ライフサイズTV コンパス』、東京の街そのものをゲームの舞台とした『チキチキバンバン』、有名人が好きなものを10個選ぶ『パーソナル・カウントダウンTen』、東京で暮らす若者の部屋にスポットを当てた『ROOMS』など、意欲的かつ評判を呼んだ番組も制作されていた。
一般的な認知度が関東地区を越えて、全国規模になるのは1979年（昭和54年）にテレビCMで「好きだから、あげる。」が爆発的な反響を呼んだことで、当時春の商戦では髙島屋や三越といった老舗百貨店にならぶ売り上げを記録した。ちなみに「好きだから…」のコピーを書いたのは、「コピーライターの神様」と称される仲畑貴志である。
丸井のCM展開は1990年代前半までは「番組提供」が主であり、その中で丸井オリジナルブランドやインテリア、そして季節商品の単独イメージCMや「赤いカード」の告知など、さまざまなジャンルのCMを効果的に組み合わせていた。また関東エリアのヤング館共通CMや池袋スポーツ館（のちの「フィールド」）、新宿インテリア館（のちの「イン・ザ・ルーム」）単独CMなども頻繁に流された。さらに4店体制が長く続いた静岡地区でも「静岡限定」として「静岡4店イメージCM」が作られたことがある。これは放送期間は短かったものの、TBS系の静岡放送では『静岡新聞ニュース』での番組提供時に頻繁に放送されていた。
新店の開店や既存店の新装開店などでは、それぞれの店舗立地のイメージに近い告知CMが多く作られた。例えば「京成百貨店」から経営譲渡を受け新規開店した上野店（マルイシティ上野を経て現・上野マルイ）では、近接する浅草の「三社祭」をイメージしたもの、浜松店（既に閉鎖）新装開店時には浜松まつりの「凧揚げ」をイメージしたもの、藤沢店（既に閉鎖）開店時には湘南をイメージしたものなど、凝ったCMが数多く作られた。
「丸井試写会」（後述）についての告知CMも提供番組内で流されていたが、丸井店舗があり、番組をネットで受けていた静岡・福島地区では丸井の別のCMに差し替えられていた。これは、招待券の配布店舗が東京周辺の南関東に限られていたことによる。
しかしバブル崩壊をきっかけに様々な事情が絡み、1990年代半ば、レギュラー番組への提供からはすべて撤退した。一部には「番組提供として出している費用が、本来の番組制作にあまり使われていない」という事実を知り、比較的費用が安く上がるスポットCMへほぼ全面的に移行したことが、番組提供撤退の理由ではないかとの推測もされている。その後、単発番組へ散発的な番組提供へ移行し、現在はスポットCMを放送するのみにとどまっている。その後は一時のようなセール告知だけを行う地味なCMばかりでなく、有名タレントを起用したり、シーズン特性や流行に応じたファッション性の高いCMも再び制作されるようになってきている。
東海地区ではインザルーム名古屋の単独CMが、同店が開店してしばらくの間だけ制作・放送されていた。関連事業であり丸井本体の進出ではなかったことから、OIOIロゴは一切表示されていなかった。
なお丸井のCMはラジオも含めほぼすべてが「エイムクリエイツ」（旧丸井広告事業社）によって現在まで制作されている。
池袋スポーツ館（のちの「フィールド」）のCMソングは、大瀧詠一が制作し、歌唱もしている。この曲は当時、スポーツ館内でも常時BGMとして流されており、レコードやCDでは店内で流されていたものと同じくフルコーラスバージョンで収録されている。尚、大滝が笛吹銅次としてミックスしたオリジナルバージョンと吉田保のリミックスバージョンの二種類がある。
坂本龍一が初めて手掛けたCM曲は丸井のメガネである。
2012年（平成24年）からは通販サイト「マルイウェブチャネル」の宣伝を丸井未出店エリアを含む全国で展開するようになった。当初は新聞広告や、電車の車内広告が中心だったが、2013年（平成25年）よりテレビCMも製作・放映されている。
2018年には、以前からコラボをしていたテレビ東京のアニメ「銀魂」のスポンサーについている。
かつてはクリスマス3大（恋愛至上主義の観点から3悪という皮肉もある）媒体の1社（あとはJR東海（クリスマスエクスプレス）、POPEYE）と呼ばれた時代があり、1987年 - 1991年のdip in the pool、1992年 - 1994年のサザンオールスターズのCMも取り上げられたこともあった。
2019年の9月には、先行での9月20日の上映前からアニメ映画HELLO WORLD (映画) とのコラボでのスポンサーがスタートし、2019年9月19日から9月25日までのマルコとマルオの7日間のCMに使われた。同じく、2019年11月には、先行での12月3日の上映前からディズニー映画のアナと雪の女王2とのコラボでのスポンサーがスタートし、2019年11月22日 - 11月28日までのマルコとマルオの7日間のCMに使われた。
2020年3月20日から開催予定だったマルコとマルオの7日間は、新型コロナウイルス感染症（COVID-19）の流行の影響により、開催が中止となった。また、マルイ全店の営業時間を短縮にしたり、3月28日以降の土日の外出自粛時は、一部の店舗が休業及び食遊館のみ営業となった。また、マルコとマルオの7日間のCMは、開催中止に伴い、ACジャパンのCMに差し替えられた。
5月20日から開催のマルコとマルオの場合、5月31日までの12日間、通販の「マルイウェブチャネル」のみで行われたが、神戸マルイ、なんばマルイ、博多マルイ、静岡マルイ及びモディのみの営業再開だったことや関東地方の丸井は、5月31日まで、臨時休業だったことに伴い、再び、ACジャパンのCMに差し替えられた。
2020年7月開催及び2021年1月開催のスパークリングセールのCMも『新型コロナウイルス（COVID-19）』の影響でACジャパンのCMに差し替えられた。

### ラジオ
ラジオでの広告展開もFMを中心に行っており、関東地区での民放FM多局化以降、FMヨコハマ「MARUI 24CLUB」を始め、数局で番組提供を持った。
また、昭和50年代半ばに 文化放送にて「パンプキンパンプキン」（パーソナリティ：加藤タキ）という女性向け15分の深夜番組を提供していた。初期は試写会のお知らせ以外のCMなし。後期はプレゼントコーナーで尾崎亜美の「FOR YOU」（「好きだから あげる」キャンペーンソング）のBGMを使用しプレゼント商品を告知することにより実質CMにしていた。

### 映画試写会
宣伝活動のひとつとしての「丸井試写会」（会場：中野サンプラザ）も定期的に行われていた（試写会の告知CMについては前述）。チケットは都内主要店舗で配布されていたが、晩年は余程の話題作でもない限り話題になることは少なかった。しかし、会場のお膝元である当時の中野本店では、スパークリングセールなどの催事以上に、試写会チケット争奪のために長い列ができるといった現象が起きるほど人気を博していた。創業地でもあり地元に密着した中野本店ならではの光景であり、いったん閉店した同店を住民の声に応じて再開店させるという施策にもつながっている。

### スポーツ
かつては社内に野球部を持ち、プロ入り前の大杉勝男などが所属していた。
1980年代、ASPワールドツアーの大会スポンサーに積極的に進出。千葉県・九十九里海岸で毎年開催されていた丸井プロサーフィン世界選手権は、多年度に亘って冠スポンサーを務め、「丸井プロ」の通称で非常に有名であった。また、他に開かれていたウィンドサーフィン大会にも後援や冠スポンサーとしてかかわることが多かった。
ちなみに、この時期には日本たばこ産業が後援するサムタイムワールドカップが静岡県・御前崎で開かれており、サーフィン愛好者からは（広義の関東エリア内での大規模サーフィンイベントとして）「西のサムタイム、東の丸井」などと持てはやされていた。

### 印刷媒体
丸井店内では1980年代まで、テレビでの宣伝活動と平行して月刊のフリーペーパーも配布していた。内容は、取り扱いブランドや商品の情報、着こなしの提案と丸井自体のお知らせなど。また当時店舗網の拡大を進めていた時期でもあり、新店情報や一部タウン情報的なものも掲載されていた。このフリーペーパーは1990年代に入り、通販カタログ（Voi・Men's Voi）やカード明細への添付パンフレットに形を変えていくこととなる。

### その他
1980年代に活動していたコントグループ、コント赤信号の持ちネタとして、服装を一流ブランドで固めたリーダーの渡辺正行に「それだけ揃えるの高かったろう?」とメンバーの小宮孝泰が訊くと、「赤いカード」を出して「丸井よ!」（＝全て月賦）と答えるギャグがあり、月賦の丸井の名を高めることとなった。
秋本治の代表的なギャグマンガ「こちら葛飾区亀有公園前派出所」にも寺井修一なる警官が、改名により当百貨店の「ヤング館」に由来する「丸井ヤング館」と名乗ったことがあった。
1999年に公開された大映の怪獣映画『ガメラ3 邪神〈イリス〉覚醒』では、劇中冒頭の渋谷におけるガメラとギャオス・ハイパーの戦いの中でマルイシティ渋谷時代の渋谷モディが登場し、ギャオス・ハイパーの超音波メスによって建物が切断・破壊されている。ただ製作に当たって、丸井は建物破壊の描写は承諾したものの名称使用については難色を示したため、ビル壁面の「0101」ロゴは「9191」という架空のロゴに変更された。

### 店舗開店当時のキャッチコピー
丸井新宿店（旧）（1962年9月28日）
- 『新宿へ行こう メインストリートに丸井ビル誕生 あす10時開店!!』[83]

丸井成増店（1962年10月13日）
- 『丸井成増店10月13日開店 またひとつふえました!!』[84]

丸井荏原店（1963年6月2日）
- 『丸井のクレジット・チェーンがまたのびて荏原店が6月2日誕生します 新しい店を加えた丸井20店を みなさまの豊かなくらしづくりに お役立てください』[85]

丸井浦和店（1963年9月28日）
- 『丸井のクレジット・チェーン21番目がまたのびて〈浦和店〉が明日浦和駅西口前に開店します 新しい店を加えた丸井21店を みなさまの豊かなくらしづくりにお役立てください』[86]

丸井池袋西口店（旧）（1964年2月28日）
- 『大きくなりました 美しくなりました 池袋西口店全館完成』[87]

丸井柏店（旧）（1964年5月1日）
- 『常磐線東武線柏駅前/丸井22番目の店です 連日超満員の盛況 ありがとうございます』[88]

丸井千葉店（1964年9月23日）
- 『丸井千葉店9月23日開店 クレジット・チェーン23番目の店』〈京成千葉駅前・今関ビル〉[89]

丸井横浜伊勢佐木町店（1965年2月27日）
- 『あす27日オープン イセブラの楽しみがまたひとつ・・・丸井24番目の伊勢佐木町店が横浜のイセザキ町通りに開店します』[90][91]

丸井横須賀店（旧）（1966年2月26日）
- 『2月26日 Open』[92]
- 『丸井横須賀店2月26日Open 24番目の丸井です』[93]

丸井自由が丘店（1966年8月26日）
- 『丸井自由が丘店 新しく大きく誕生 おしゃれのお城 センスのお城 あなたのお城・・・いよいよあす開店！自由が丘の街を明るく彩る このショッピングのお城へ あなたもぜひお出かけください』[94]

丸井沼津店（1966年9月25日）
- 『丸井沼津店 9月25日開店』[95]
- 『ぐ～んと広く 2倍ワイドで新開店！」[96]

丸井土浦店（1967年3月3日）
- 『丸井土浦店3月3日Open 25番目の丸井が土浦駅前に開店』[97]

丸井新宿家具センター（1967年3月20日）
- 『3月20日Open 定評ある丸井のインテリアをそろえて 新しい家具の殿堂をつくりました ぜひご覧ください』[98]

丸井宇都宮店（1967年9月23日）
- 『ミヤの楽しみがまたひとつ…丸井宇都宮店誕生 丸井26番目の店 大通り県庁前の中村第一ビルです』[99]

丸井所沢店（1968年2月24日）
- 『丸井所沢店－いよいよ24日新開店 駅のソバ3倍ワイド』[100]
- 『盛況御礼!丸井所沢店24日新開店 駅のソバ3倍ワイド』[101]

丸井小田原店（旧）（1968年3月23日）
- 『駅のソバ!丸井はつぎつぎ開店 丸井27番目の店 小田原店』[102]

丸井前橋店（1968年4月20日）
- 『Open 28番目の丸井』[103]

丸井下北沢店（新）（1968年8月25日）
- 『8月25日Open 新しく明るく 2倍ワイドで誕生!』[104]
- 『丸井下北沢店〈25日〉新開店!盛況御礼 新しく明るく 2倍ワイドで誕生!』[105]

丸井蒲田店（1968年9月21日）
- 『9月21日Open ベストショッピングの殿堂 躍進の街〈蒲田〉に誕生!!』[106]
- 『9月21日Open 大盛況御礼!たくさんのお客さま…ありがとうございました』[107]

丸井清水店（1969年2月22日）
- 『あす10時...いよいよ清水駅前に開店です！』[108]
- 『2月22日Open いよいよあと7日で開店!』[109]
- 『丸井清水店2月22日開店 東海道ラインをぐんぐん西進！清水駅前です！』[110]
- 『開店7ヵ月 ますます充実しました！』[111]

丸井厚木店（旧）（1969年8月23日）
- 『8月23日Open おなじみ"駅のソバ"小田急線本厚木駅前』[112]

丸井静岡店（1969年9月21日）
- 『9月21日開店 おかげさまで連日大盛況です！』[96]
- 『9月21日Open おなじみ"駅のソバ"静岡駅前御幸通り』[113]

丸井立川店（丸井立川ショッピングビル）（1970年2月20日）
- 『ファッションとインテリアの出会う店-ヤングタチカワに誕生!』[114][115]

丸井熊谷店（1970年2月14日）
- 『駅のソバにどんどんオープン!』[116][117]

丸井池袋東口店（1970年2月28日）
- 『駅のソバにどんどんオープン!』[118][119]
- 『イケブクロカップル《東口》《西口》誕生!』[120]

丸井川越店（旧）（1970年2月28日）
- 『駅のソバにどんどんオープン!』[121][122]

丸井中野本店（丸井中野ショッピングビル）B館（1970年6月14日）
- 『B館★open 6/14』[123]

丸井水戸店（丸井水戸ショッピングビル）（1970年7月25日）
- 『Mito はじめまして★open 7/25』[124]
- 『丸井水戸ショッピングビルあす10時開店！美しくなるミト駅前！みんなが出逢うミト駅前！7月25日の朝10時オープン！』[125]

丸井土浦店（丸井土浦ショッピングビル）（1970年10月10日）
- 『あす10時全館新開店!! 同時オープン 屋上パノラマ遊園地 6階レストラン山水』[126]
- 『丸井土浦ショッピングビル あす10月10日（体育の日）全館新開店！屋上（パノラマ遊園地）6階（レストラン山水）が新しく誕生！丸井はみんな駅のソバ！常磐線にゾクゾク出店！』[127]

丸井八王子店（丸井八王子ショッピングビル）（1971年2月3日）
- 『行きも帰りも駅のソバ!!若い街の若い店!』[128]

丸井渋谷店（丸井渋谷ショッピングビル）（新）（1971年2月25日）
- 『ハチ公からスグ丸井!坂をのぼってオリンピック公園へ行ってみませんか?』[129]

丸井中野本店（丸井中野ショッピングビル）【ファッションのA館】【インテリアのB館】（1972年5月27日）
- 『5月27日（土）[全館]OPEN』[130]

丸井宇都宮店（丸井宇都宮ショッピングビル）【ファッションの本館】【インテリアの新館】（1972年6月24日）
- 『2倍ワイド!!3階でつながりました』[131]

丸井川口店（1972年8月26日）
- 『こんにちわ川口 駅のソバです 丸井です あす8月26日（土）はつらつOPEN』[132]

丸井自由が丘店（新）【A館】【B館】（1972年9月2日）
- 『9月2日（土）【A館】【B館】OPEN』[133]

丸井新宿店（旧）（1972年10月）
- 『わかい友だち 新宿のマルイ』[134][135]

丸井川越店（新）（1973年8月25日）
- 『川越のマルイ 8月25日（土）はつらつオープン』[136]

丸井柏店（新）（1973年9月29日）　
- 『柏のマルイ あす29日（土）はつらつオープン 新しい柏、新しい駅のソバ。丸井が大きくなって開店します。また、いっしょにレストラン日本屋（8階）ゲームセンター（地階）もオープン。夜おそくまでショッピングとお食事が楽しめます。どうぞお出かけください。』[137]

丸井ニュー新宿店（1974年5月25日）
- 『新宿大通り、新しいマルイ。丸井ニュー新宿店 あす5/25（土）OPEN クレジットのマルイです。伊勢丹まえのマルイです。』[138][139]

丸井浜松店（1974年8月24日）
- 『丸井浜松店 あす8月24日（土）OPEN』[140]
- 『こんにちわ浜松、クレジットのマルイです。8月24日（土）OPEN』[141]
- 『こんにちわ浜松、クレジットのマルイです。丸井浜松店 あす8/24（土）OPEN 静岡のマルイが4店になります。どうぞよろしく、駅のソバ。』[142]
- 『こんにちわ浜松、クレジットのマルイです。駅のソバの楽しいお買い物。マルイはクレジットのデパートです。』[143]

丸井船橋店（1974年10月25日）
丸井厚木店（新）（1974年10月26日）
- 『新しい船橋と厚木のマルイです。どうぞよろしく。オープンです。クレジットです。』[144]

丸井小田原店（新）【駅前広場の新しいお店】・ヤングマルイ小田原【お城通りのファッションのお店】（1975年2月22日）
- 『あす22日同時オープン』[145]

丸井横須賀店（新）（1975年5月24日）
- 『丸井横須賀店5月24日（土）OPEN 横須賀中央大通りに新しくオープン』[146]

丸井郡山店（1975年11月8日）
- 『おかげさまで丸井開店まで あと一週間（11月8日（土）朝10時開店）です』[147]
- 『あす10時、オープン。［郡山駅のソバ］』[148]
- 『お買物はクレジットでどうぞ。郡山の丸井です。』[149]

丸井横須賀店【ファッションとインテリアの店】・丸井横須賀店（別館）【電器とレジャーの店】（1976年6月17日）
- 『横須賀の丸井が2店、ますますべんりです。6月17日（木）そろってOPEN』[150]

丸井渋谷店【ファッション本館】【インテリア新館】（1976年9月23日）
- 『クレジットして帰ろう。公園通り。渋谷の丸井が2店に。あす[9月23日（木）秋分の日]朝10時30分同時オープン』[151]

丸井ニュー池袋西口店（1977年2月25日）
- 『丸井ニュー池袋西口店。あす2月25日（金）10時30分開店。新しいクレジットの丸井です。ファッションからインテリアまでクレジットのお買物はどこよりかんたん、ますます便利な丸井です。』[152][153]

丸井ニュー新宿店・丸井ヤング新宿店・丸井インテリア館（1977年4月23日）　
- 『新宿大通り、丸井が3店。あす、4月23日（土）新開店。』[154][155]

丸井津田沼店（1978年2月23日）
- 『津田沼にぎやか 赤いカードの丸井津田沼店 2月23日（木）開店 どうぞよろしく』[156]

丸井所沢店（1978年8月26日）
- 『より大きく、より美しく2倍になって。あした8月26日（土）丸井所沢店[全館]開店 ファッションからインテリアまで、いいもの、素敵なものがいっぱい。』[157]

丸井ニュー吉祥寺店（1978年9月21日）
- 『きょうから、ふたりは公園まえで。』[158][159]
- 『あした、ふたりは公園まえで。丸井ニュー吉祥寺店、あす10時30分、吉祥寺駅南口まえに、新しく、大きく、おしゃれに開店。』[160]

丸井藤沢店（1979年9月20日）
- 『丸井藤沢店9月20日開店』[161]
- 『丸井藤沢店。けさ10時30分開店。』[162]

丸井横浜店【馬車道館】（1980年5月22日）
- 『ヨコハマ・馬車道・クレジット ここから始まる散歩道、レンガ通りの丸井です。』[163]

丸井町田店（1980年9月20日）
- 『あす9月20日（土）丸井町田店開店 クレジットで力をつけましょう。』[164]

丸井横浜店【馬車道ファッション館】【伊勢佐木インテリア館】（1981年9月22日）
- 『馬車道・伊勢佐木・クレジット ファッションとインテリアの出逢う店 明日9月22日（火）朝10時30分 丸井横浜店【馬車道ファッション館】【伊勢佐木インテリア館】2館が素敵に開店します。』[165]

丸井大宮店（1982年9月28日）
- 『大宮・西口・クレジット 9月28日（火）丸井大宮店開店します』[166][167]

丸井錦糸町店（1983年9月2日）
- 『これから、錦糸町。』[168]

丸井新宿店【ヤング館】【テクノ館】【スポーツ館】【インテリア館】【ファッション館】（1984年3月）
- 『こいつは春から五つマル。』[169]

丸井渋谷店【本館】【ヤング館】（1985年4月19日）
- 『思い通り、公園通り。丸井の前に丸井です。丸井渋谷店あす4月19日（金）2館同時オープン。』[170]

丸井川口店【本館】【インテリア・電器館】（1985年5月24日）
- 『丸井川口店5月24日（金）本館 インテリア・電器館 2館同時オープン。いったり、きたりの丸井です。』[171]

丸井上野店（1985年8月24日）
- 『東京上野、エキ祭ティング。こんどの丸井はキャベツもあります。丸井上野店 あす10時30分よろしくオープン』[172]

丸井戸塚店（1986年11月1日）
- 『と・つ・か、ビギニング』[173]

丸井八王子店【本館】　【ヤング館】（1987年?月）
- 『前に本館、後ろの正面ヤング館。』

丸井川崎店（1988年3月11日）
- 『人咲き、街咲き、Kawasaki 丸井川崎店あす朝10時 西武といっしょにオープン』[174]

丸井国分寺店（1989年3月1日）
- 『駅の 上の 街。』[175]

丸井大井町店【女とインテリアの館】【男と電器の館】（1989年9月22日）
- 『ふたりのために、ひとつです。』[176]